# Lewis-Maschinengewehr
Das Lewis-Maschinengewehr (englisch Lewis Gun) ist ein um 1910 in den Vereinigten Staaten entwickeltes leichtes Maschinengewehr. Der Entwickler Isaac Newton Lewis konnte die Verantwortlichen der Streitkräfte der Vereinigten Staaten nicht von seiner Waffe überzeugen und fand andere Abnehmer. Das MG wurde vom Vereinigten Königreich und weiteren mit dem Britischen Weltreich verbundenen Staaten vor allem im Ersten Weltkrieg eingesetzt. In der Zwischenkriegszeit nutzten es verschiedene Konfliktparteien in verschiedenen Auseinandersetzungen. Obwohl es technisch nicht mehr zeitgemäß war, wurde es noch im Zweiten Weltkrieg und auch später eingesetzt.
Das Lewis-Maschinengewehr ist an dem aufgesetzten Tellermagazin und dem markanten Kühlmantel des Laufes zu erkennen. Einige Konstruktionsmerkmale sind in der Waffentechnik einzigartig. Das MG wurde in verschiedenen Varianten mit unterschiedlichen Magazingrößen als Infanteriewaffe, Fahrzeug- und Flugzeugbewaffnung sowie Flugabwehrwaffe verwendet.

## Geschichte

### Samuel McClean und Ormond Mitchell Lissak
Der erste Entwurf stammte von dem US-amerikanischen Erfinder Samuel Neal McClean, der im Jahr 1900 das Unternehmen McClean Arms & Ordnance Company in Cleveland gegründet hatte. Mit großem finanziellen Aufwand versuchte McClean, ein wassergekühltes Maschinengewehr zu konstruieren. Er geriet darüber jedoch in finanzielle Schwierigkeiten und war gezwungen, seine Firma zu verkaufen; trotzdem blieb er Generaldirektor des Unternehmens. Von 1908 bis 1910 arbeitete er mit dem US-Army-Offizier Ormond Mitchell Lissak zusammen und entwickelte mit ihm gemeinsam einen wassergekühlten Gasdrucklader mit Schneckenmagazin. Es war ein komplizierter Entwurf, der zu Ladehemmungen neigte und deswegen in den Tests der US Army und der US Navy durchfiel. 1909 wurden McCleans Patente dem Waffenhersteller Colt zum Kauf angeboten, doch das Unternehmen lehnte mit der Begründung ab, diese wären anderen Patenten zu ähnlich. Mangels kommerzieller Erfolgsaussichten wurde die McClean Arms & Ordnance Company im Dezember 1909 geschlossen, und McCleans Patente wurden von seinen Geldgebern auf die 1910 neu gegründete Automatic Arms Company übertragen.

### Isaac Lewis

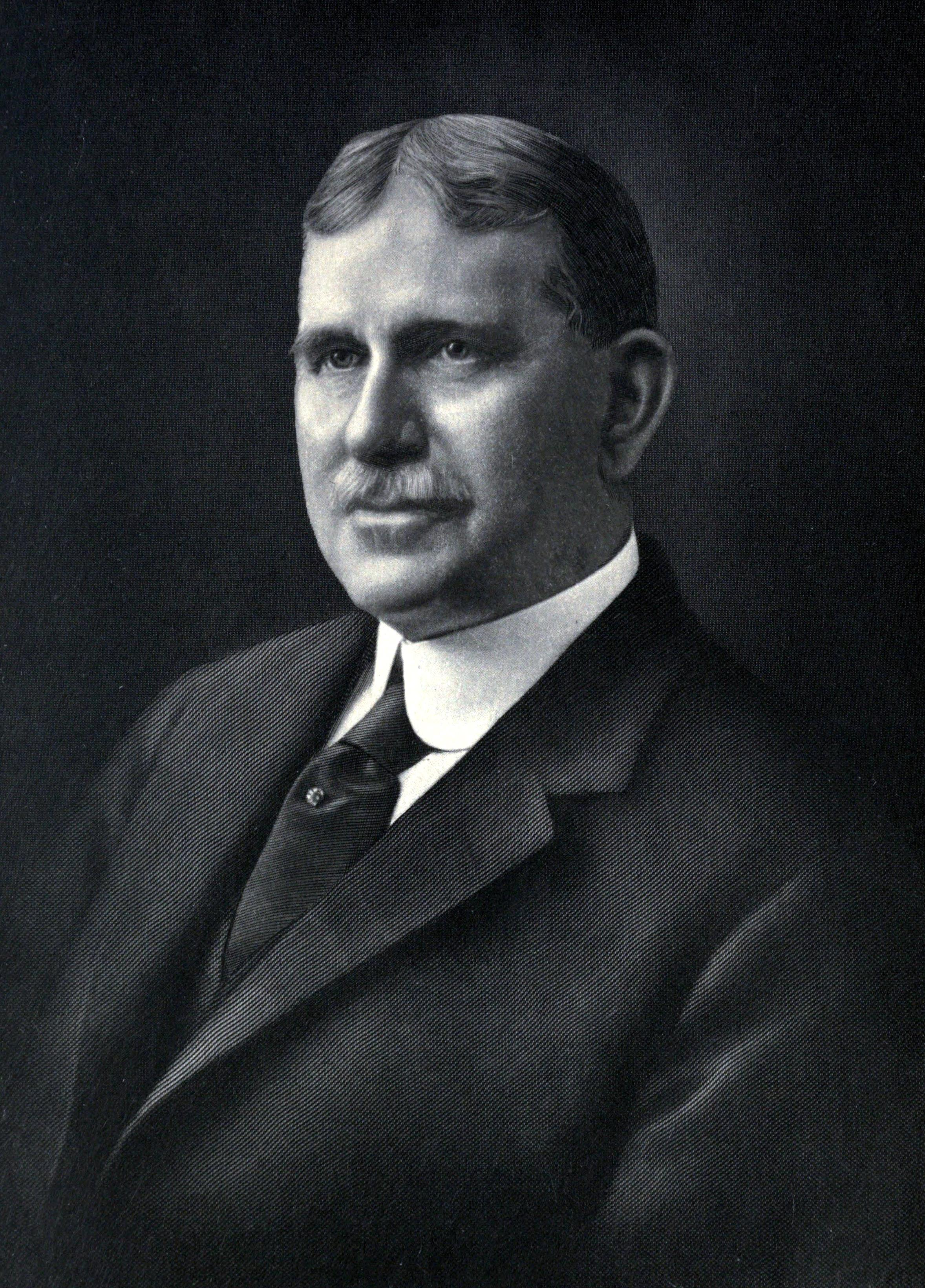
Isaac Newton Lewis

Isaac Newton Lewis war als Offizier der US Army in frühe Versuche mit dem von McClean entworfenen Maschinengewehr involviert. Anfang 1910 kamen McCleans Geldgeber auf Lewis zu und versprachen ihm einen großen Anteil am Unternehmen, falls er den Entwurf von McClean zu einem gebrauchstüchtigen Maschinengewehr weiterentwickeln würde. Lewis überarbeitete daraufhin das Maschinengewehr und stellte es von Wasser- auf Luftkühlung um, da er glaubte, dass es ansonsten gegen die bereits auf dem Markt erhältlichen wassergekühlten Maschinengewehre keine Chance hätte. Um die Zuverlässigkeit zu verbessern, überarbeitete er die Schließfeder, die im Originalentwurf McCleans als Schraubenfeder um den Gaskolben des Gasdruckladesystems angeordnet war, wo sie schnell erhitzte und an Spannung verlor. Lewis verlagerte die nun als Spiralfeder ausgebildete Schließfeder vor den Abzug, um die Wärmeaufnahme zu verlangsamen. Zusätzlich ersetzte er das unhandliche Schneckenmagazin durch ein einfacheres System. Im September 1910 unterzeichnete er vereinbarungsgemäß einen Gesellschaftsvertrag mit der Automatic Arms Company und bestellte vier Prototypen im Kaliber .30-06 bei dem Waffenhersteller Savage Arms. Um diese zu perfektionieren und zu vermarkten, ließ er sich ein Jahr von der US Army beurlauben.

### Misserfolg in den USA, Erfolg in Europa

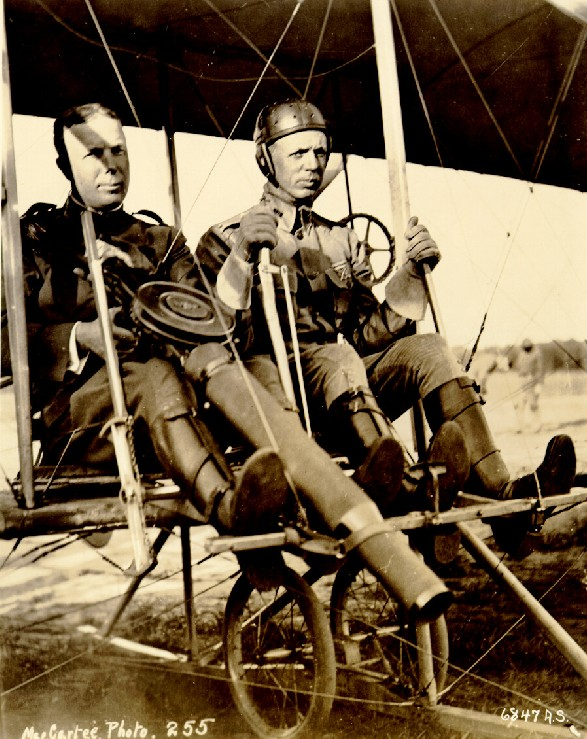
Amerikanische Piloten bei der Erprobung, 7. Juni 1912

Lewis präsentierte das Maschinengewehr mit Unterstützung von General Leonard Wood hochrangigen Vertretern der US Army. Dabei versuchte er jedoch William Crozier, den Chef des für Waffenentwicklungen zuständigen Ordnance Departments, zu umgehen. Dies geschah zum einen auf Grund gegenseitiger persönlicher Abneigung, zum anderen glaubte Lewis, dass Crozier Colt als Lieferanten bevorzugen würde. Das Ordnance Department erkannte jedoch die Ergebnisse der inoffiziellen Versuche nicht an. Lewis konnte daraufhin Capt. Charles DeForest Chandler, den Leiter der Aeronautical Division, U.S. Signal Corps, von einem weiteren inoffiziellen Versuch mit einem Wright-Model-B-Doppeldecker überzeugen. So wurde am 7. Juni 1912 am College Park Airport in College Park zum ersten Mal ein Maschinengewehr von einem Flugzeug aus verwendet, um Bodenziele zu treffen:

„Die mit dem Gewehr auf einem Doppeldecker auf dem Armeeflugplatze gemachten Versuche fanden an zwei Tagen statt. Es gelang einem wenig geübten Fliegeroffizier, aus 100 bis 150 Meter Höhe bei einer Fluggeschwindigkeit von 60 Kilometern in der Stunde mit achtunddreißig Schüssen fünf Treffer zu erzielen. Die Schüsse sollen sämtlich innerhalb einer Entfernung von 14 Metern eingeschlagen sein. Die häufigen Nachrichten über das Schießen aus Flugzeugen beweisen, daß die Erfinder aller Länder eifrig am Werke sind, um eine an Bord von Flugzeugen verwendbare Waffe zu schaffen. Es ist nur eine Frage der Zeit, wann es gelingt, und vielleicht bringt uns, wie so oft, ein glücklicher Zufall die Lösung dieser wichtigen Frage.“

Dieses Ereignis wurde in den Medien als Aufhänger für eine mögliche zukünftige Kriegsführung aus der Luft aufgegriffen, doch die Führung der US-Streitkräfte sah keine Verwendung für bewaffnete Flugzeuge.
Lewis konnte die US Army nicht von seiner Entwicklung überzeugen und verließ sie frustriert 1913, bevor er nach Europa reiste, um sein Maschinengewehr dort zu vermarkten. Bereits die ersten Kontakte mit britischen und belgischen Vertretern waren erfolgversprechend. Lewis eröffnete daraufhin die Tochtergesellschaft „Armes Automatiques Lewis SA“ in Belgien und plante, eine Fabrik in Lüttich zu errichten, nahm aber dann doch ein lukratives Angebot des Waffenherstellers Birmingham Small Arms Company (BSA) aus England an. Mitte 1913 hatte BSA 50 Lewis-Maschinengewehre in sieben verschiedenen Kalibern in Handarbeit gefertigt, welche dann von Lewis’ Unternehmen potenziellen Käufern, unter anderem Deutschland, angeboten wurden. Die Versuche mit Lewis-Maschinengewehren als Flugzeugbewaffnung gegen Bodenziele wurden im Dezember 1912 in Belgien und im November 1913 in England auf dem Truppenübungsplatz Bisley fortgeführt.
Im September 1913 testete die US Army einen von BSA gefertigten Prototyp im US-amerikanischen Standardkaliber als möglichen Ersatz für das leichte Benet-Mercie. Der Prototyp war jedoch mangelhaft auf die starke Patrone angepasst und daher anfällig für Ladehemmungen und Defekte. Die Ausschreibung gewann daraufhin das schwere Vickers-Maschinengewehr.
Als am 28. Juli 1914 der Erste Weltkrieg begann, bestellte die britische Regierung eine größere Menge Lewis-Maschinengewehre.

### Massenproduktion

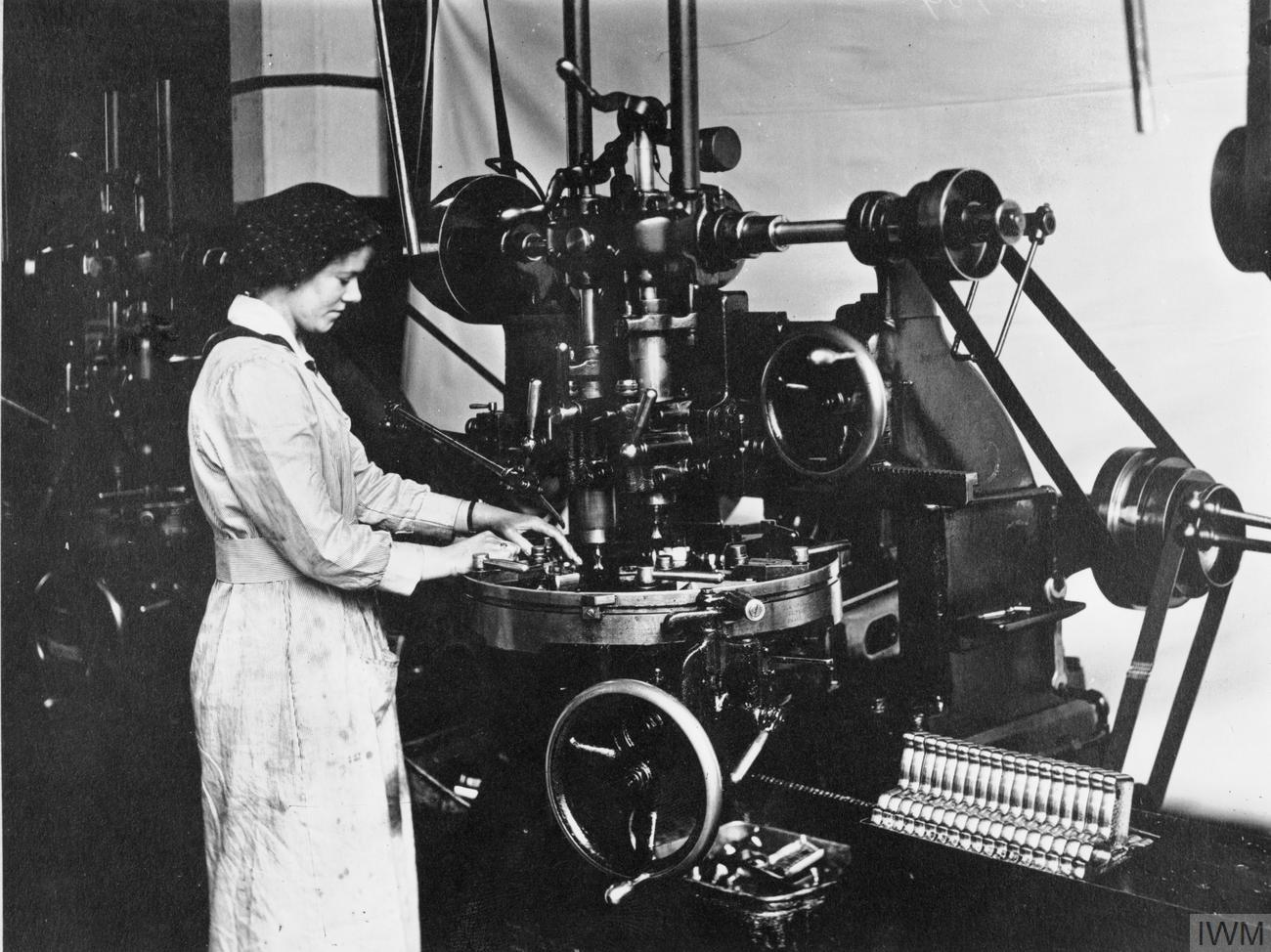
Britische Arbeiterin stellt Abzugsbügel für Lewis-Maschinengewehre her, 1918

Das für die Massenproduktion vorgesehene Modell wurde überarbeitet, indem die Durchmesser der Kühlrippen und der Ummantelung leicht reduziert wurden. Die Zuverlässigkeit des Magazins wurde verbessert, was allerdings dessen Kapazität von 50 auf 47 Patronen absenkte. Die wichtigste Änderung war jedoch die Umstellung vom aufschießenden auf einen zuschießenden Verschluss. So konnte die Patronenkammer zwischen den Feuerstößen abkühlen.
Um die Nachfrage nach dem Maschinengewehr bedienen zu können, baute BSA eine neue Fabrik und konnte anfangs 150 Stück in der Woche fertigen. Da dies nicht ausreichte, finanzierte 1915 die britische Regierung den Aufbau einer größeren Fabrik, um die Produktion auf 500 Stück pro Woche zu steigern. Bis zum Ende des Jahres 1916 konnte die Produktionskapazität auf 1000 Stück pro Woche verdoppelt werden. Anfang 1918 wurde das „ausgezeichnete Lewis-Maschinengewehr“ bei den Mittelmächten als „die hauptsächlichste Waffe des englischen Heeres“ angesehen. Insgesamt produzierte BSA bis 1919 etwa 145.000 Stück für die britische Regierung und bot die Waffe noch bis zum Zweiten Weltkrieg zum Verkauf an.
Gleichzeitig versuchte auch Kanada, sein Kontingent für den Kriegseinsatz mit modernen Waffen auszurüsten. Beim amerikanischen Waffenhersteller Savage Arms, der zuvor die ersten Prototypen hergestellt hatte, wurden im Juli 1915 die ersten 500 Stück bestellt. Da Savage Arms weitere Produktionskapazitäten hatte, stellte das Unternehmen für Großbritannien zusätzliche Lewis-Maschinengewehre her. Bei einigen von Savage Arms produzierten Waffen wurde eine ungenügende Wärmebehandlung festgestellt, sodass manche von BSA nachgearbeitet werden mussten. Savage Arms stellte bis Juni 1918 etwa 50.000 Stück für die USA her.
Der französische Rüstungshersteller Hotchkiss et Cie verhandelte über eine Lizenz, aber die französische Regierung veranlasste, dass sich der Hersteller auf das schwere Maschinengewehr Hotchkiss M1914 konzentrieren sollte. Nur etwa 4400 Lewis-Maschinengewehre in Flugzeugausführung wurden von dem deutlich kleineren französischen Hersteller Darne hergestellt.

### Entwicklung nach dem Ersten Weltkrieg

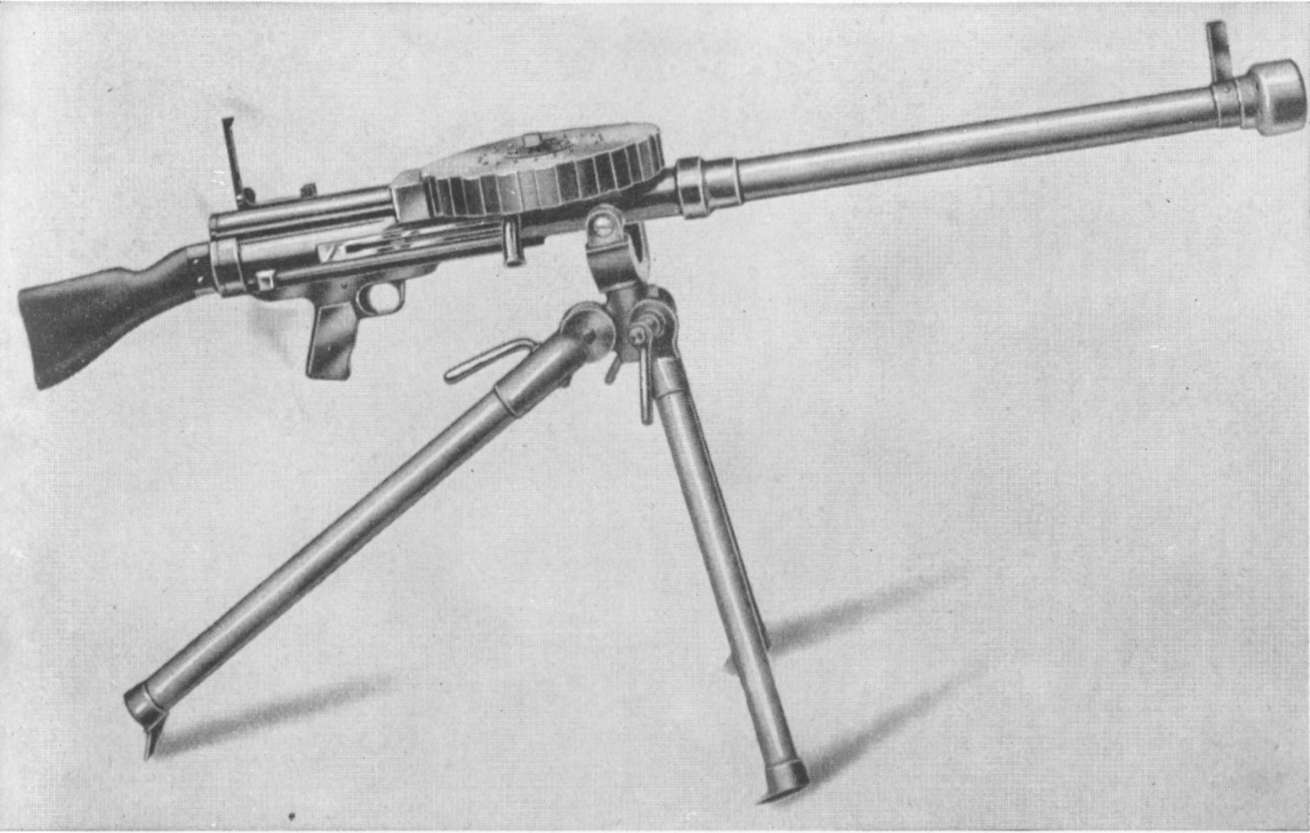
BSA-0,5-Zoll-Maschinengewehr

Nach dem Ersten Weltkrieg erwarben die Niederlande eine Lizenz und produzierten im Arsenal Artillerie-Inrichtingen bis 1940 etwa 10.000 Stück. Weitere Lizenzproduktionen fanden ebenfalls nach dem Ersten Weltkrieg in Japan statt.
Die Produktion in England und den USA endete kurz nach dem Waffenstillstand. BSA nutzte die Waffe als Basis für einige Weiterentwicklungen, unter anderem für einen Prototyp mit Gurtzuführung. Das „Light Infantry Model“ hingegen war als Selbstladegewehr ausgelegt, dessen Kühlrippen gegen einen Vorderschaft aus Holz ausgetauscht wurden. Ein weiterer Prototyp war ein Flugzeugmaschinengewehr in Zwillingsausführung, bei dem die Trommelmagazine seitlich angeordnet waren. Keiner der Entwürfe kam jedoch über den experimentellen Status hinaus. 1924 entwickelte BSA eine Waffe für das größere Kaliber 12,7 × 81 mm (0,5 Zoll) als Flugzeugbewaffnung. Wegen der optischen Ähnlichkeit wird die Waffe gelegentlich fälschlicherweise als Lewis-Maschinengewehr im Kaliber .50 bezeichnet. Die neuen Entwicklungen weckten aber weder das Interesse der britischen Streitkräfte noch anderer potentieller Käufer.
Aufgrund der vielen überschüssigen Waffen und der gegen Ende der 1920er-Jahre beginnenden Weltwirtschaftskrise hatten die britischen Streitkräfte zunächst keine Pläne, das Lewis-Maschinengewehr zu ersetzen. Erst als Anfang der 1930er-Jahre erste Abnutzungserscheinungen auftraten, führten die britischen Streitkräfte 1935 das Bren-Maschinengewehr ein. 1937 entwarf BSA eine neue Variante des Lewis-Maschinengewehrs mit einigen Eigenschaften des Bren (Magazin und Hauptfeder), doch der Vorschlag wurde nicht angenommen.
Ab 1937 wurde in der britischen Armee das Lewis als Flugzeugbewaffnung durch die Vickers K ersetzt. Das britische Unternehmen Soley Armament Company unterbreitete einen Vorschlag, wie man überschüssige MKIII in Bren-ähnliche Infanteriewaffen umwandeln könnte. Doch auch diese Umrüstung fand keinen Anklang. Als Großbritannien allerdings zu Beginn des Zweiten Weltkriegs einen großen Bedarf an Maschinengewehren hatte, wurden überschüssige Lewis-Maschinengewehre in Flugzeugausführung in ähnlicher Weise auf den Bodeneinsatz umgerüstet.

## Modelle

### Modell 1914/Mk I (BSA für das Vereinigte Königreich)
Das erste Modell des Lewis-Maschinengewehrs ist unter verschiedenen Bezeichnungen bekannt. Der Hersteller BSA nannte das Model 1914, die britische Armee bezeichnete es als Gun, Lewis, .303-inch. Nach der Einführung der Flugzeugvariante Mk II (Mk als Abkürzung für Mark) wurde die Bodenvariante als Lewis Gun Mk I bezeichnet. Die Waffe verfügte über ein festes Korn und eine von 365 bis 1900 Meter verstellbare Kimme. Mit der Standard-Patrone .303-British betrug die Mündungsgeschwindigkeit 743 m/s (Meter pro Sekunde). Die Waffe hatte eine Kadenz von etwa 550 Schuss pro Minute.

### Modell 1915 (Savage Arms für das Vereinigte Königreich)
Savage Arms produzierte die Waffe ab 1915 und benannte es entsprechend Modell 1915. Die Waffe entsprach dem Modell 1914 von BSA. Die von Savage Arms versprochene Austauschbarkeit der Teile war aber in der Praxis nicht gegeben.

### Mk II, Mk II* und Mk III (BSA für das Vereinigte Königreich)
Die Bodenversion des Lewis-Maschinengewehrs stellte sich schnell als brauchbare Flugzeugbewaffnung heraus. Die Waffe war leicht, brauchte kein Kühlwasser oder Kondensatoren und verfügte nicht über eine Gurtzuführung, die im Fahrtwind zu Verwicklungen neigte. Um die Waffe auf die Besonderheiten im Luftkampf besser auszurichten, experimentierten die Flugzeugbesatzungen mit verschiedenen Modifikationen. Da die Waffe am Flugzeug befestigt war, wurde die Schulterstütze nicht gebraucht und wurde oft gegen einen Spatengriff eingetauscht. Manchmal wurde ein Hülsenfänger für umherfliegende Hülsen, welche das Flugzeug beschädigen konnten, angebracht. Auch wurden der Kühlmantel entfernt und die Kühlrippen verkürzt. Zum einen reduzierte dies das Gewicht, zum anderen den Luftwiderstand und so ließ sich das Maschinengewehr leichter schwenken. Diese Änderungen wurden ab Mitte 1915 in der Version MK II standardisiert. Die Kühlrippen wurden dabei gänzlich entfernt, eine deutlich verkleinerte Ummantelung um Lauf und Gaszylinder belassen. Der Abzugsbügel wurde vergrößert, um den Abzug auch mit Handschuhen sicher bedienen zu können. Ein drahtverstärkter Sack konnte als Hülsenfänger angebracht werden, ebenso wie ein spezielles Visier für den Luftkampf. Ein größeres Magazin mit 97 Schuss wurde ab Anfang 1916 produziert. Dafür musste der Magazinaufnehmer der Waffe vergrößert werden; dadurch war er mit den kleineren Infanteriemagazinen nicht mehr kompatibel. Anfang 1918 erschien die Version MK II* mit einer höheren Kadenz. Dies erhöhte die Wahrscheinlichkeit, dass in der kurzen Zeit, in der sich ein gegnerisches Flugzeug vor der Visierlinie befand, ein Treffer erzielt werden konnte. Im Mai 1918 wurde die MK III eingeführt; neben einer nochmals gesteigerten Kadenz wurde die Ummantelung des Laufs und Gasröhre komplett entfernt.

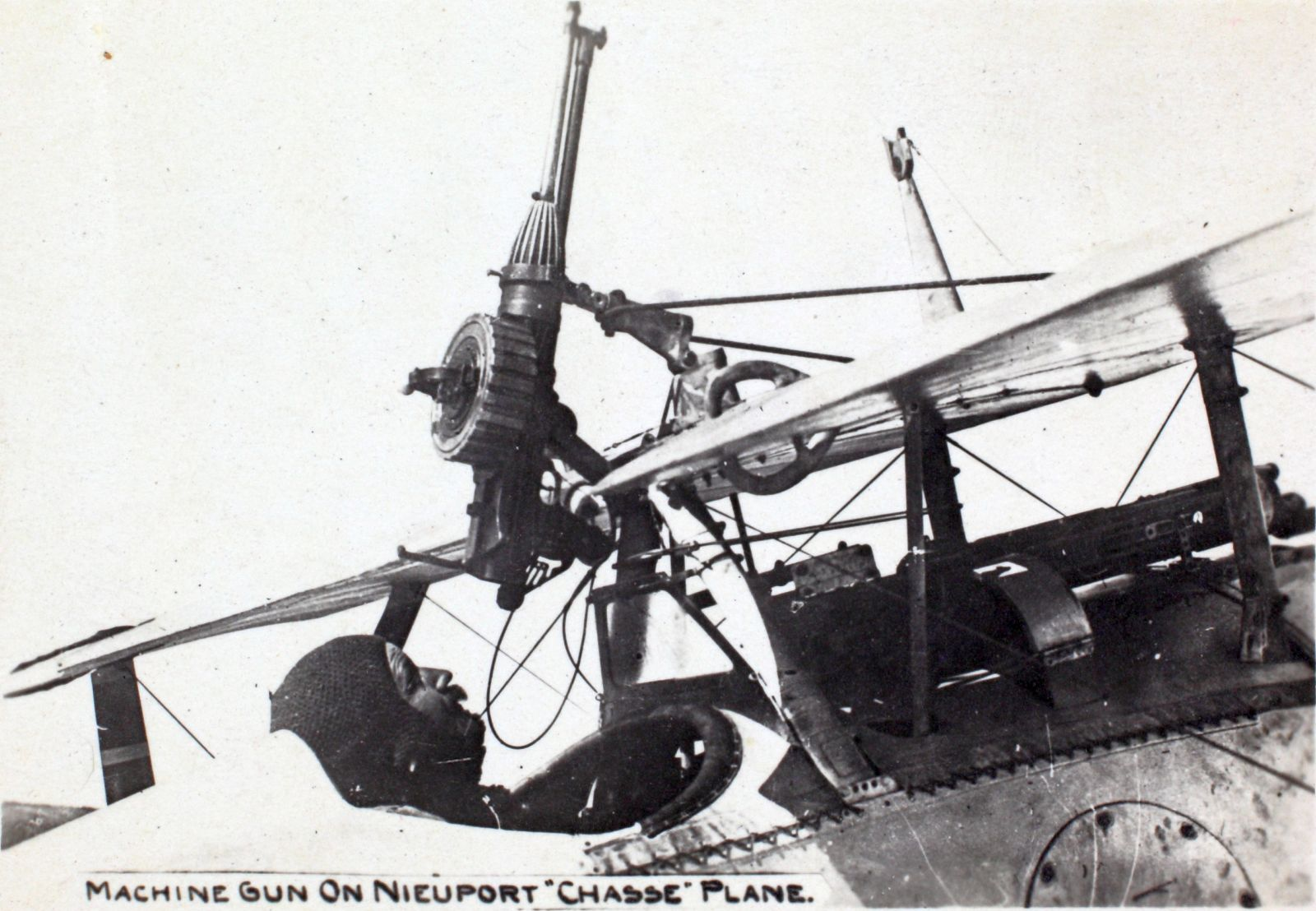
MK I modifiziert auf einer Nieuport 23
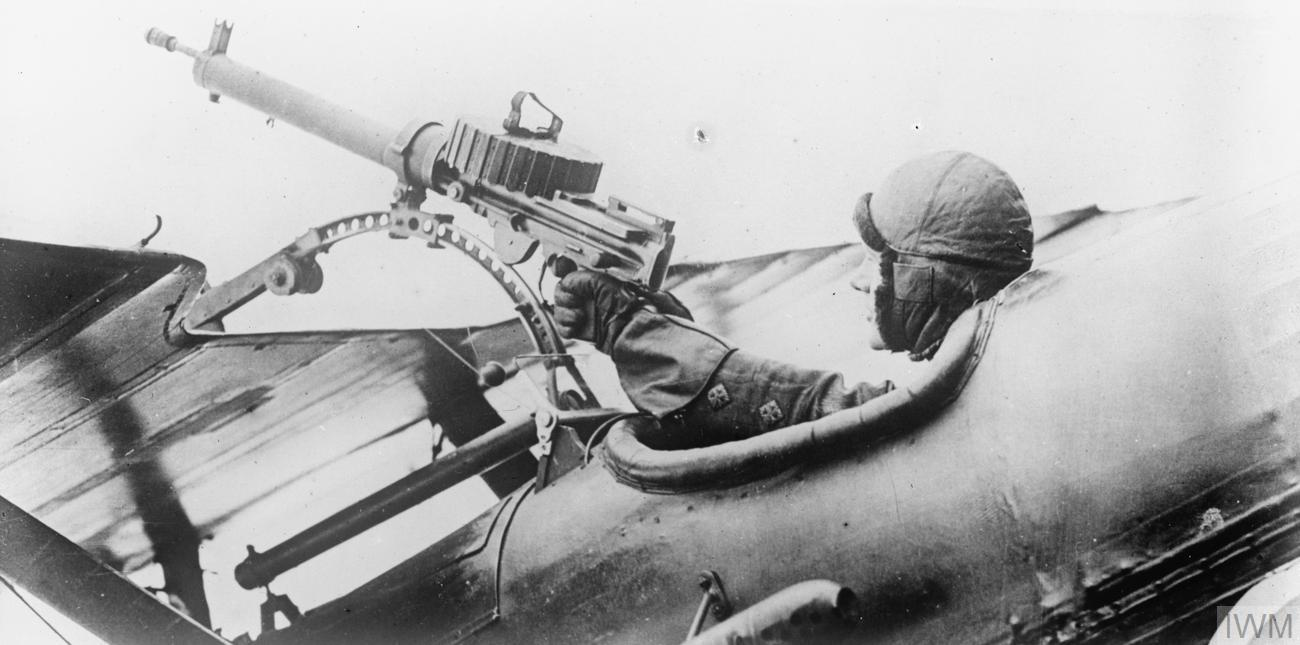
MK II auf einer Royal Aircraft Factory S.E.5
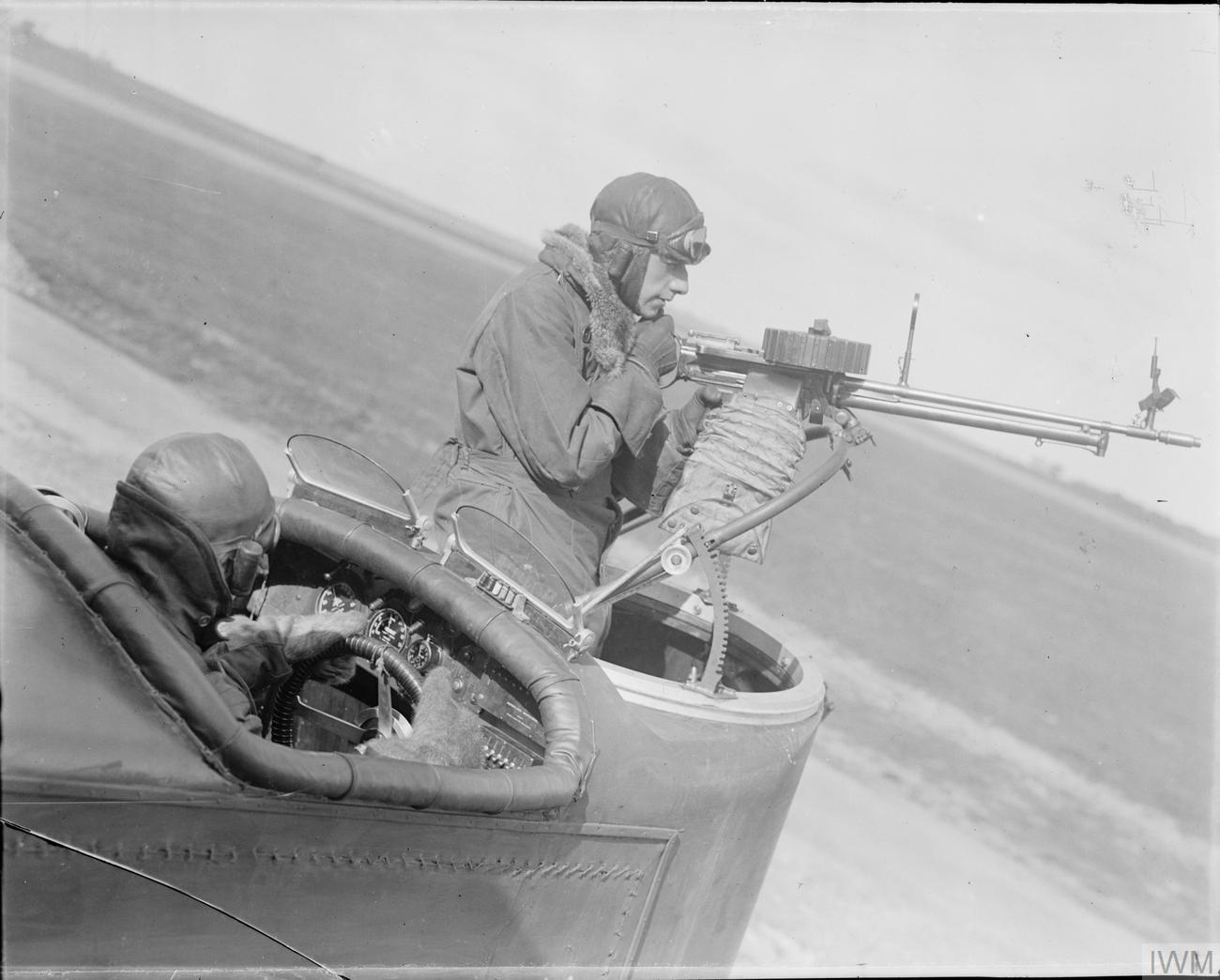
MK III auf einem Handley-Page-Bomber

### Mk VI/M1917, M1918 (Savage Arms für die Vereinigten Staaten)
Das Ordnance Departement hatte sich 1913 gegen das Lewis- und für das Vickers-Maschinengewehr entschieden, doch wegen der guten Erfahrungsberichte aus dem Kriegseinsatz in Europa setzte die Armeeführung einen erneuten Test an. Da Savage Arms mit der Produktion für das Vereinigte Königreich ausgelastet war, lieferte das Unternehmen erst im April 1916 einen Prototyp im US-amerikanischen Kaliber .30-06. Die Anpassung an die stärkere Patrone war jedoch mangelhaft. Im April 1917 traten die USA in den Krieg ein, was einen dringenden Bedarf für Maschinengewehre erzeugte. In der Zwischenzeit hatte Savage Arms das Gasdruckladesystem für die .30-06-Patrone optimiert, so dass das Maschinengewehr die Tests der US-Streitkräfte im Mai 1917 bestand.
Das als M1917 von der US-Armee bzw. Mk VI von der US Marine bezeichnete Maschinengewehr war erst Anfang 1918 in größeren Stückzahlen verfügbar. Abgesehen vom Kaliber war es dem britischen Mk I sehr ähnlich. Der augenscheinlichste Unterschied war, dass der Spanngriff sich nur auf der linken Seite befand. Die meisten M1917 wurden jedoch als Flugzeugbewaffnung eingesetzt und folglich ähnlich den britischen Mk I umgearbeitet. Deshalb wurde im Jahre 1918 mit dem M1918 eine Flugzeugvariante produziert. Die Kadenz der Flugzeugvariante wurde auf 800 bis 850 Schuss pro Minute gesteigert.

### Konvertierte Mk III (Vereinigtes Königreich)

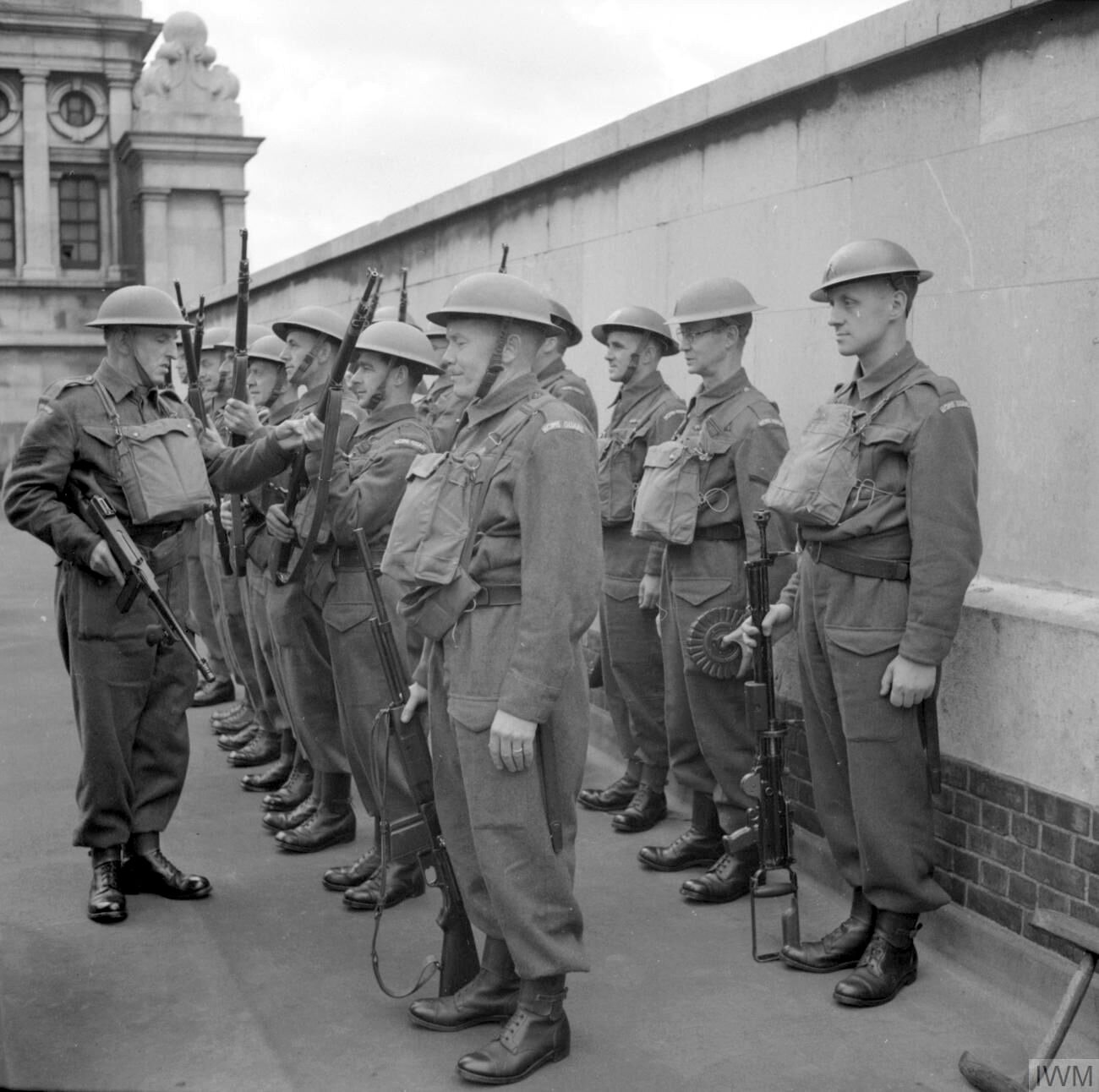
Home Guard mit MK III* (rechts), 1941

Um ausgemusterte Lewis-Maschinengewehre in der Flugzeugausführung zur Verteidigung der britischen Inseln verfügbar zu machen, wurde eine Konversion als MK III* (Kaliber .30-06) und MK III** (Kaliber .303) vorgenommen. Eine Schulterstütze aus Metallband, ein einfacher Vorderschaft aus Holz sowie ein simples Zweibein wurden hinzugefügt. Als Visier diente entweder das alte Flugzeugvisier oder eine neue, nicht verstellbare offene Visierung.
Weiterhin gab es noch die konvertierte Ausführung MK III DEMS für Handelsschiffe mit Defensivbewaffnung (Defensively equipped merchant ship). Hier wurde eine Schulterstütze aus Holz und ein Vorderschaft mit Pistolengriff, ebenfalls aus Holz, verwendet.

### MK IV (Vereinigtes Königreich)
Die Mk IV entstand aus den britischen Bemühungen die vielen Lewis, bei denen der anfällige Schließfedermechanismus nicht mehr funktionierte, zu einer halbwegs brauchbaren Waffe umzubauen. Dabei wurde die Spiralfeder entfernt und durch eine neue, in die Schulterstütze ragende Schraubenfeder ersetzt. Die Schulterstütze und der Pistolengriff am Abzug wurden neu aus einfachem Drahtband konstruiert.

### M.20 (Niederlande)
Die Niederlande erwarben die Produktionslizenz nach dem Ersten Weltkrieg und stellten das Maschinengewehr in verschiedenen Varianten unter der Bezeichnung M.20 her. Neben der Flugzeugbewaffnung gab es verschiedene Varianten für den Bodeneinsatz, zum Beispiel für Panzerwagen und Kavallerie, die sich in Details unterschieden. Einige waren mit einem Klappschaft ausgestattet, während manche Bordwaffen über einen doppelten Spatengriff mit Daumenabzug verfügten. Zuerst wurden die Waffen für die Patrone 6,5 × 53 mm R eingerichtet und ab 1925 für 7,92 × 57 mm. Alle Varianten waren mit dem großen 97-Schuss-Magazin ausgestattet.

### Typ 92 (Japan)

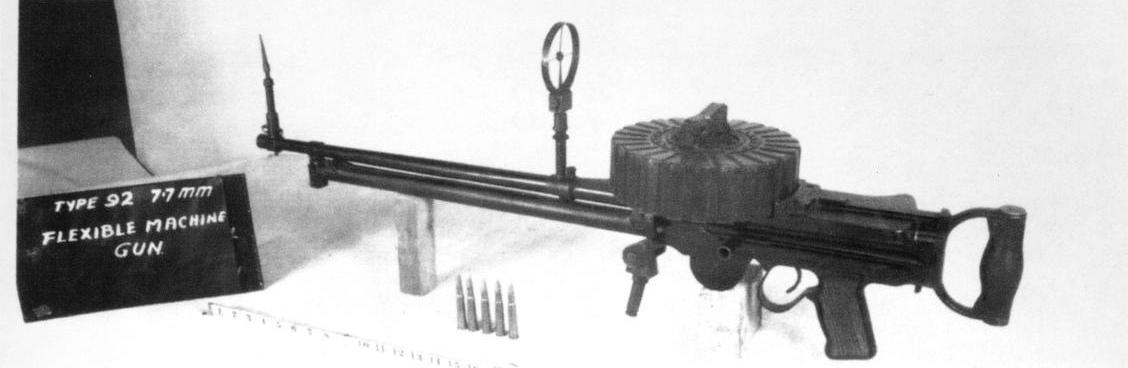
Typ 92

Die Kaiserlich Japanische Marine führte 1932 das in Japan produzierte leichte Maschinengewehr Typ 92 (nicht zu verwechseln mit dem schweren Maschinengewehr Typ 92) im Kaliber .303 British ein. Die japanische Ausführung verfügte über den vergrößerten Abzugsbügel, so wie spätere britische Flugzeugbewaffnungsvarianten. Es wurden fast ausschließlich Spatengriffe verwendet, so auch für die Infanterie. Ausgestattet wurden damit Marineflieger als Abwehrbewaffnung, kleine Kriegsschiffe zur Flugabwehr, sowie die Marineinfanterie als leichtes Maschinengewehr.

## Technik

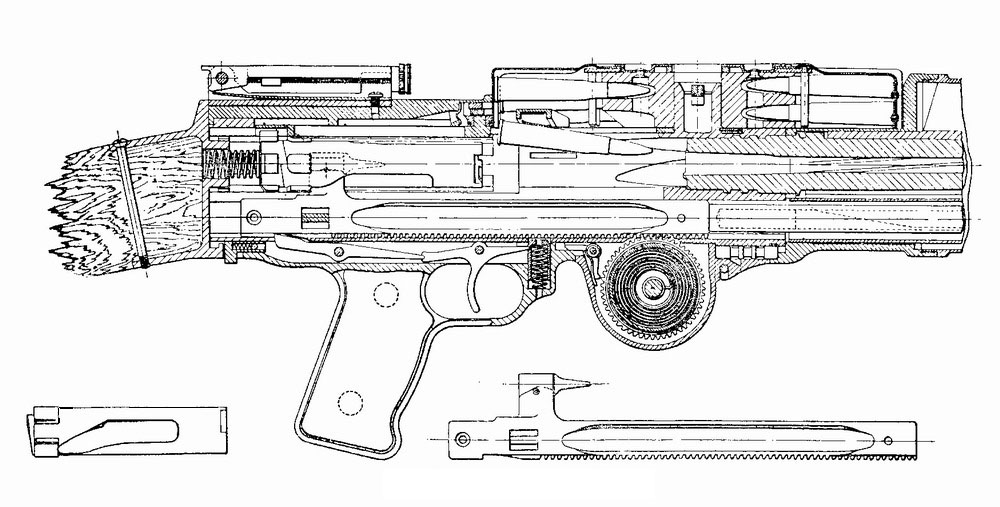
Lewis-Verschlussgehäuse, Schnittzeichnung

Das Lewis-Maschinengewehr ist ein zuschießender Gasdrucklader mit Drehkopfverschluss und Luftkühlung. Die Waffe weist einige technische Besonderheiten auf.

### Funktionsweise
Der Drehkopfverschluss ist mittels Verriegelungselementen, die auf einer Drehhülse angebracht sind, im Rahmen verriegelt. Der Schlagbolzen ist fest auf der hinteren Verlängerung (Steuerstück) des Gaskolbens angebracht. Bei der zum Schuss bereiten Waffe wird das Steuerstück durch die Abzugsstange in der hinteren Stellung festgehalten. Wenn der Abzug betätigt wird, zieht die Schließfeder das Steuerstück mitsamt Verschlusskopf nach vorne. Dabei schiebt der Verschlusskopf eine Patrone in die Patronenkammer. Während das Steuerstück weiter nach vorne gezogen wird, dreht es den zum Stillstand gekommenen Verschlusskopf, bis der Schlagbolzen auf das Zündhütchen der Patrone aufschlägt. Durch die Drehung des Verschlusskopfes wird der Verschluss mit dem Lauf mittels Verriegelungswarzen gasdicht verriegelt. Die Verriegelung hält, bis das Geschoss die Gasentnahmebohrung im Lauf passiert. Der Gasdruck drückt den Gaskolben mitsamt Steuerstück zurück. Die Rückwärtsbewegung erzeugt eine Drehbewegung des Verschlusskopfes, welcher entriegelt und dann zurückgezogen wird, wobei der Auszieher die Hülse auswirft. Die Rückwärtsbewegung des Verschlusskopfes verursacht über einen Mechanismus eine Teildrehung des Magazins und zieht die nächste Patrone heran.
Die Waffe schießt Dauerfeuer, solange der Abzug betätigt wird; es gibt keine Möglichkeit, auf Einzelfeuer umzustellen. Der Gasdruck – und somit die Kadenz – kann mittels eines Ventils am vorderen Ende des Gaszylinders geregelt werden. Der regelbare Gasdruck war damals eine Neuheit.

### Schließfeder
In der Waffentechnik einzigartig ist die Schließfeder. Sie ist spiralförmig und wirkt über ein Zahnrad auf die auf dem Steuerstück angebrachte Verzahnung. Der Federmechanismus ist leicht zugänglich in einem Gehäuse vor dem Abzug untergebracht. Der Federdruck kann von außen eingestellt werden, was eine gewisse Regelung der Feuergeschwindigkeit erlaubt.
Da die Schließfeder nicht im Hinterschaft untergebracht war, konnte der Hinterschaft in verschiedenen Varianten, als Schulterstütze, Klappschulterstütze oder Spatengriff ausgeführt sein, oder komplett entfallen.

### Munitionszuführung

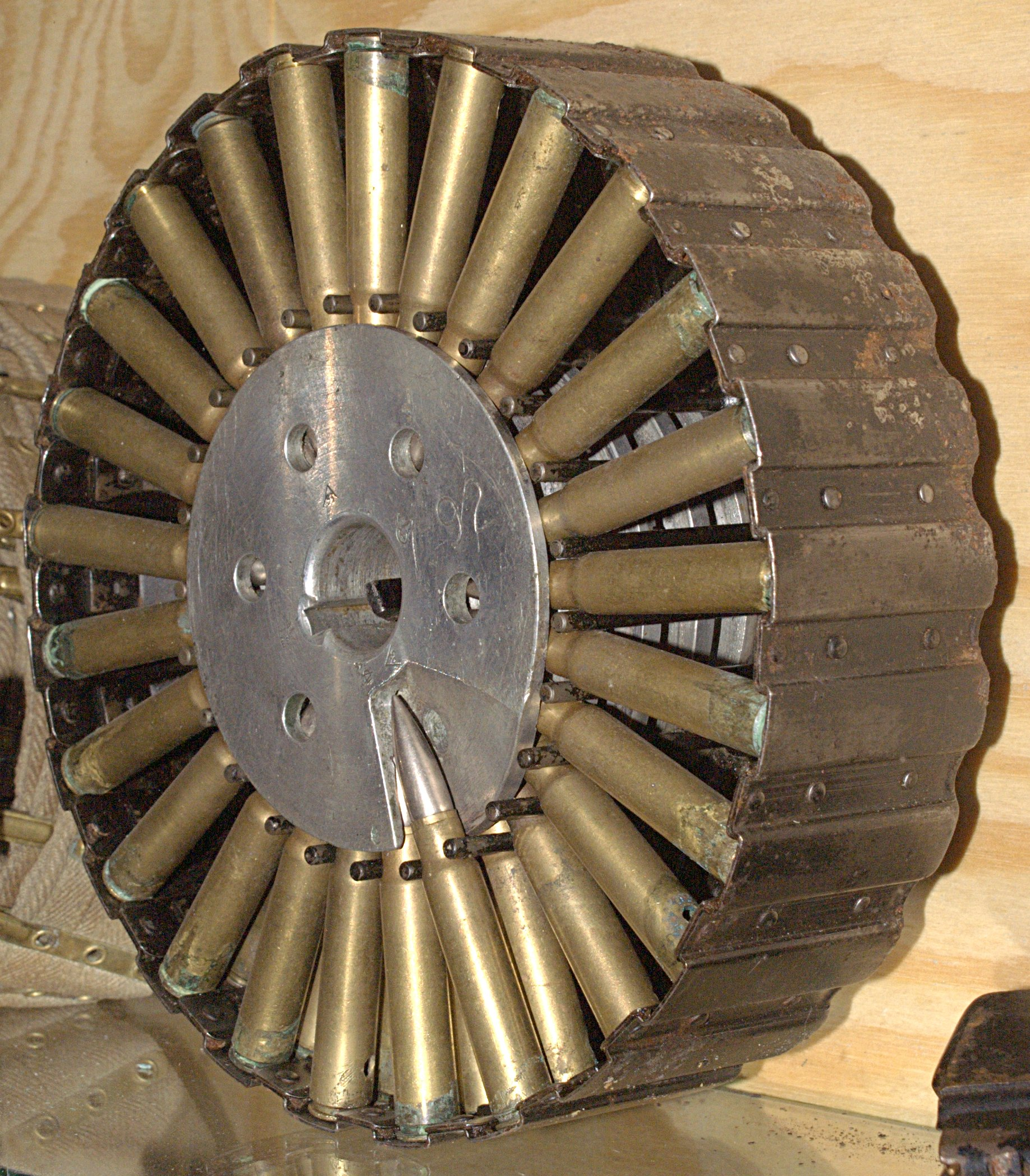
Magazin von unten gesehen, im Inneren sind die schneckenförmigen Führungsrillen sichtbar

Funktionsweise der Lademechanik des Lewis-Maschinengewehrs

Die Munitionszuführung ist in ihrer Form einzigartig. Zwar entwickelte Hiram Maxim 1889 einen Prototyp mit einem ähnlichen Magazin, doch erst Lewis entwickelte dieses zu einem praktikablen Mechanismus weiter. Das Magazin wird mittig auf einen Zapfen, der sich oben auf dem Waffengehäuse befindet, verriegelt; das Magazin kann innerhalb von Sekunden gewechselt werden. Nach jedem Schuss wird das Magazin von einem Mechanismus mit Sperrklinke gegen den Uhrzeigersinn ein Stück gedreht.
Der Mantel des Magazins ist gesickt und der Deckel trägt eine entsprechende Zahl von im Kreis angeordneten nach unten ragenden Führungsstiften. Mehrere Patronen übereinander sitzen zwischen den Stiften, die Sicken im Zylindermantel führen die Patronen am Hülsenboden. Vorn stecken die Patronen in einer tiefen, wendelförmigen  Rille des Magazinzentrums. Das Zentrum des Magazins ist unbeweglich, während das Äußere rotiert. So wandern die Patronen bei jeder Umdrehung des Magazins eine Lage tiefer, bis sie der Waffe zugeführt werden.
Das Magazin in Infanterieversion nahm 47 Patronen in zwei, das in der Flugzeugversion 97 in vier Lagen auf. Diese Munitionszuführung hatte gegenüber der Gurtzuführung Vorteile, da die zeitgenössischen Textilgurte feucht und deshalb bei tiefen Temperaturen steif wurden. Bei Lewis funktionierte die Munitionszuführung zuverlässig in jeder Lage, auch kopfüber. Ein großer Nachteil der Lewis-Munitionszuführung war jedoch, dass das Magazin unten offen war und deshalb leicht Schmutz in die Waffe eindringen konnte.
Äußerlich ähnliche Tellermagazine wurden auch anderswo verwendet, beispielsweise im sowjetischen Infanterie-Maschinengewehr DP; es funktionieren aber anders. Das Magazin ist unten geschlossen und dreht sich nicht. Eine interne Feder dient als Antrieb zum Vorschub der Patronen.

### Luftkühlung
Den Lauf umgibt ein enganliegendes, außen stark längs-geripptes Aluminiumrohr als Kühlkörper. Durch seine hohe Wärmeleitfähigkeit nimmt das Aluminium die Wärme des Laufs schnell auf; die Rippen dienen der Oberflächenvergrößerung, um die Wärme wieder abzugeben. Der Kühlkörper ist mit einem über die Laufmündung reichenden Rohr aus dünnem Aluminiumblech ummantelt. Dies bewirkt, dass durch die Saugwirkung der die Mündung verlassenden Geschosse kühle Luft von hinten über die Kühlkörper zieht. Da die Ummantelung über die Mündung gezogen war, wirkte sie auch wie ein Mündungsfeuerdämpfer. Sowohl Mündungsknall wie auch Mündungsfeuer wurden gedämpft und der Schütze konnte nur von vorne ausgemacht werden. Die Waffe funktionierte auch ohne das Kühlsystem, aber der Lauf überhitzte so deutlich früher. Mit Kühlung konnten etwa 1000 Schuss Dauerfeuer abgegeben werden.
Diese Art der aktiven Luftkühlung setzte sich in der Waffentechnik nicht durch. Außer in einem Prototyp des russischen Awtomat Fjodorowa in der Ausführung als leichtes Maschinengewehr wurde sie nicht mehr verwendet. Es stellte sich heraus, dass der Wechsellauf eine bessere Lösung des Kühlproblems war.

## Einsatz

### Erster Weltkrieg

#### Infanteriewaffe

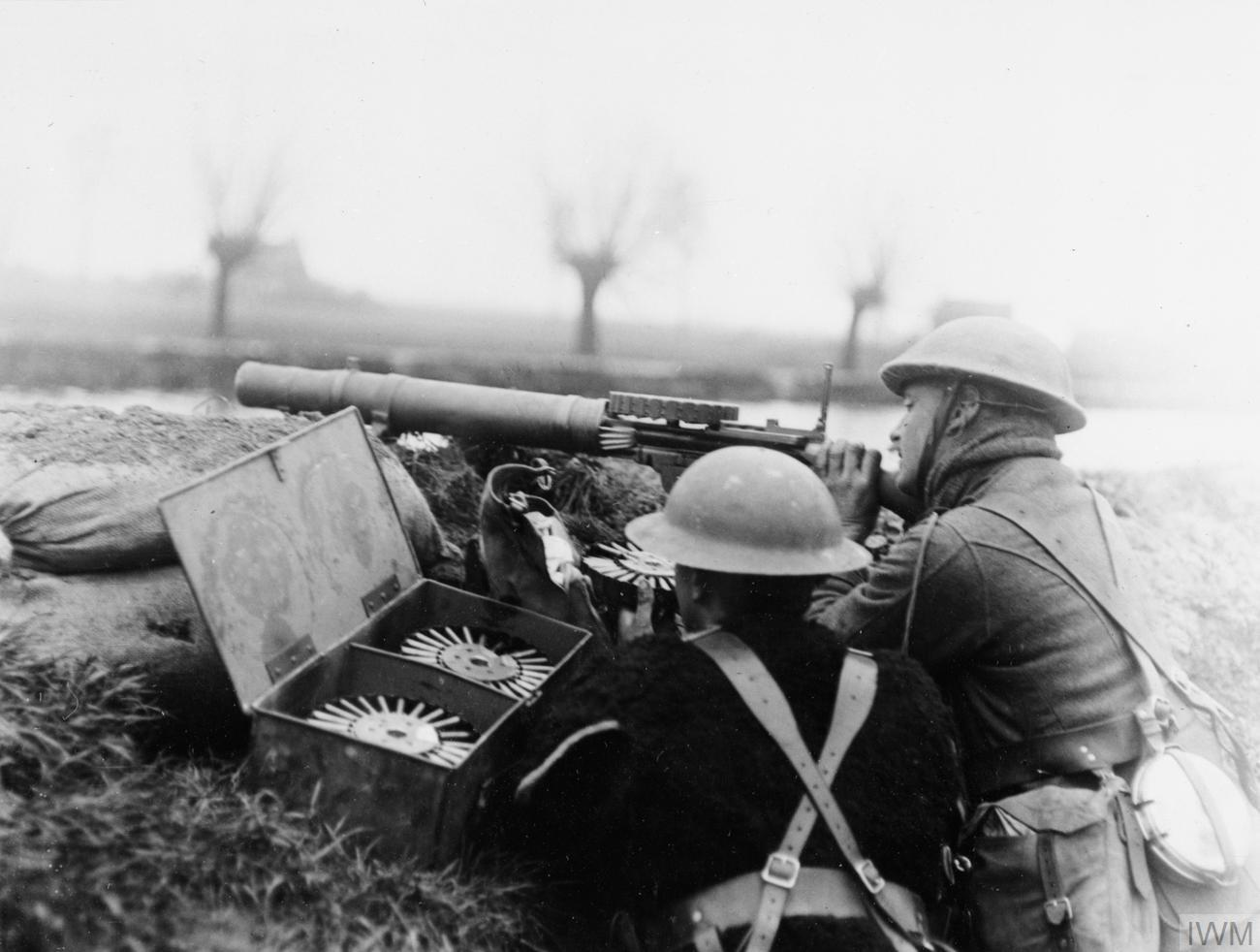
Britisches MG-Team bei Hazebrouck, Deutsche Frühjahrsoffensive 1918

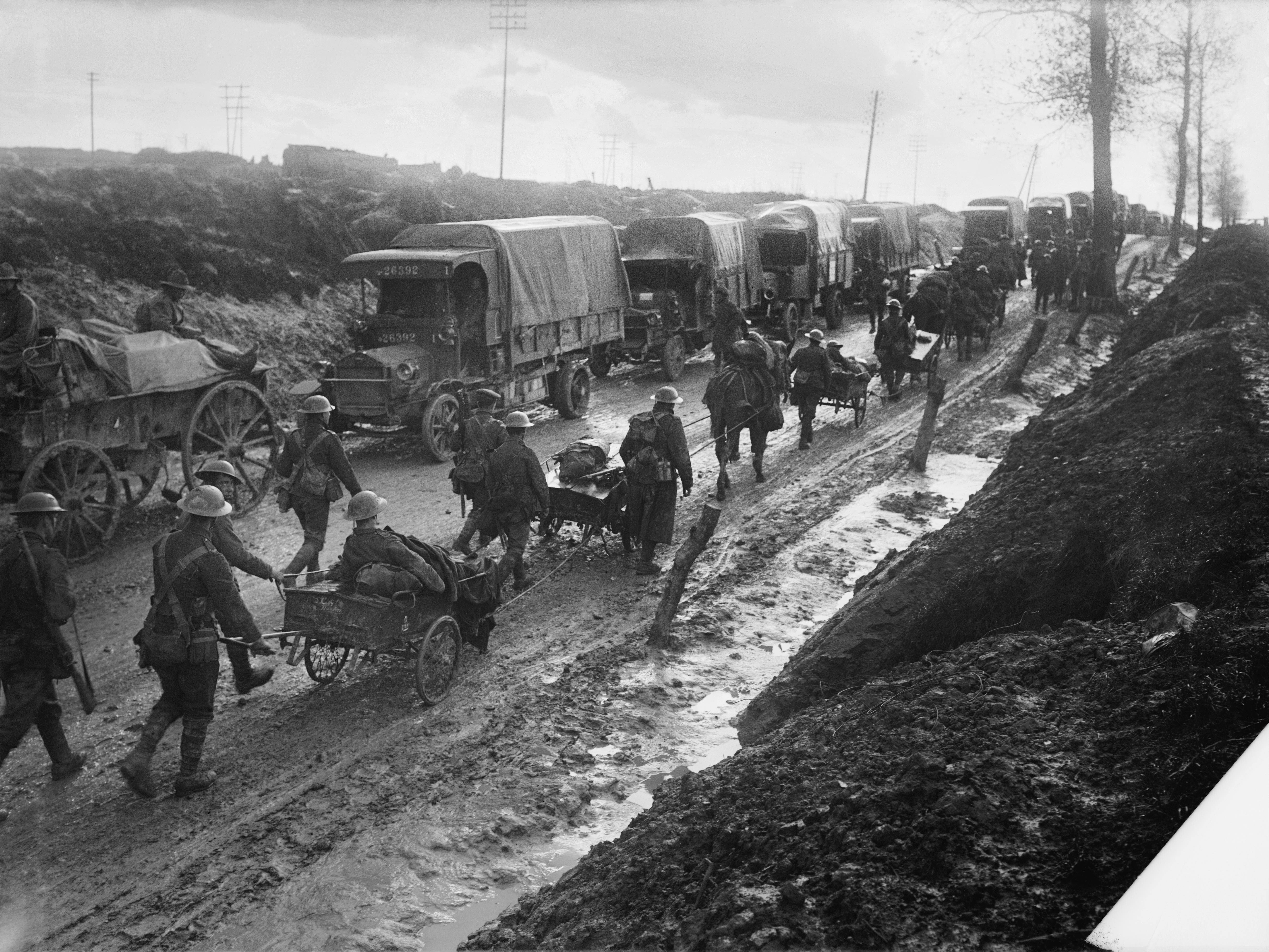
Britische Truppen mit Handwagen für Lewis-Maschinengewehre, Schlacht an der Somme, September 1916

Als am 28. Juli 1914 der Erste Weltkrieg begann, war das Lewis-Maschinengewehr von Anfang an involviert. Belgien nutzte die vorhandenen Prototypen ab dem 15. August bei der Verteidigung von Namur.
Am Anfang des Ersten Weltkriegs hatte das Vereinigte Königreich das Lewis-Maschinengewehr als Alternative zum wassergekühlten Vickers-Maschinengewehr angesehen und das Lewis als stationäres schweres Maschinengewehr auf der Vickers-Lafette eingesetzt. Maschinengewehre wurden dringend gebraucht und die Herstellung eines Vickers-Maschinengewehrs war etwa sechs Mal aufwändiger. Das luftgekühlte Lewis-Maschinengewehr bewährte sich in dieser Rolle gegenüber dem wassergekühlten Vickers nicht, weil es Dauerfeuer nicht lange aufrechterhalten konnte. Die Vorteile des Lewis lagen hingegen woanders: Ein wichtiger Vorteil war die höhere Mobilität wegen des geringeren Gewichts. Das Lewis-Maschinengewehr wog mit rund 12 kg viel weniger als das massive Vickers-Maschinengewehr (etwa 18 kg für die Waffe, 23 kg für die Lafette und den Wasservorrat). Ein weiterer Vorteil war das niedrigere Profil; dadurch gab es ein kleineres Ziel ab. In der Regel wurde das Lewis liegend von einem Zweibein abgefeuert. Zunächst wurde ein 3 kg schweres Zweibein mit Querstange verwendet, das aber schnell durch ein einfacheres und mit 1,5 kg leichteres Zweibein ersetzt wurde.
Wegen des unten offenen Magazines bedurfte die Waffe eines großen Reinigungsaufwands, damit Ladehemmungen vermieden werden konnten. Gerade in den verschlammten oder staubigen Schützengräben konnten Schmutz und Fremdkörper leicht in die Waffe eindringen.
Es dauerte einige Zeit, bis das Potential des Lewis-Maschinengewehrs als leichtes Maschinengewehr erkannt wurde. Zu Beginn des Krieges waren die Einsatzgrundlagen noch gar nicht bekannt. Es hat sich gezeigt, dass leichte Maschinengewehre vor allem im Angriff gebraucht wurden, denn schwere Maschinengewehre konnten nicht schnell genug verlegt werden. Das Lewis-Maschinengewehr wurde von der zweiten Welle der angreifenden Infanterie mitgeführt. Wenn der feindliche Widerstand zu stark wurde und der Angriff ins Stocken kam, konnte das Maschinengewehr aufgestellt und damit Unterstützungsfeuer geleistet werden. Zwar konnte das Lewis aus der Hüfte geschossen werden, um so Unterstützungsfeuer aus dem Lauf heraus zu leisten, aber es war nicht dafür ausgelegt. Dazu wurde der Trageriemen um die Schulter gelegt. Die Waffe war für den Zweck schlecht ausbalanciert, außerdem musste sie schräg gehalten werden, damit sich das drehende Magazin nicht an der Uniform oder Ausrüstung verhakte. Wenn der gegnerische Graben eingenommen worden war, wurden Lewis-Maschinengewehre schnellstens installiert, um einen möglichen Gegenangriff abzuwehren. Das Lewis-Maschinengewehr war auch mobil genug, um es bei nächtlichen Überraschungsangriffen unbemerkt ins Niemandsland zwischen den Fronten zu schaffen, einen Feuerstoß auf ein ausgemachtes Ziel abzugeben und sich wieder schnell zurückzuziehen. Die stationären Vickers-Maschinengewehre waren die primäre Defensivbewaffnung im Grabenkampf. Mit den mobilen Lewis-Maschinengewehren konnte eine Position schnell verstärkt werden, wenn diese angegriffen wurde.
Aufgrund seiner Eigenschaften gilt das Lewis-Maschinengewehr als das beste leichte Maschinengewehr des Ersten Weltkrieges. Von den deutschen Soldaten wurde es respektvoll „belgische Klapperschlange“ genannt.
Das Lewis-Maschinengewehr war einer Mannschaft zugeordnet. Sie bestand zumindest aus dem Schützen und seinem Assistenten, dazu kamen zusätzliche Munitionsträger hinzu. Der Schütze trug die Waffe und feuerte sie ab. Der Assistent trug einige Magazine und Ersatzteile; er wechselte die Magazine und assistierte dem Schützen bei der Behebung von Ladehemmungen. Eine der Aufgaben der Munitionsträger war auch das Auffüllen der Magazine mit Patronen. Um die Waffe, Munition und Zubehör bei Verlegungen auf ausgebauten Straßen zu transportieren, wurde jeweils ein Handwagen zugeordnet. Später im Krieg wurden diese durch Pferdewagen ersetzt.

#### Flugzeugbewaffnung

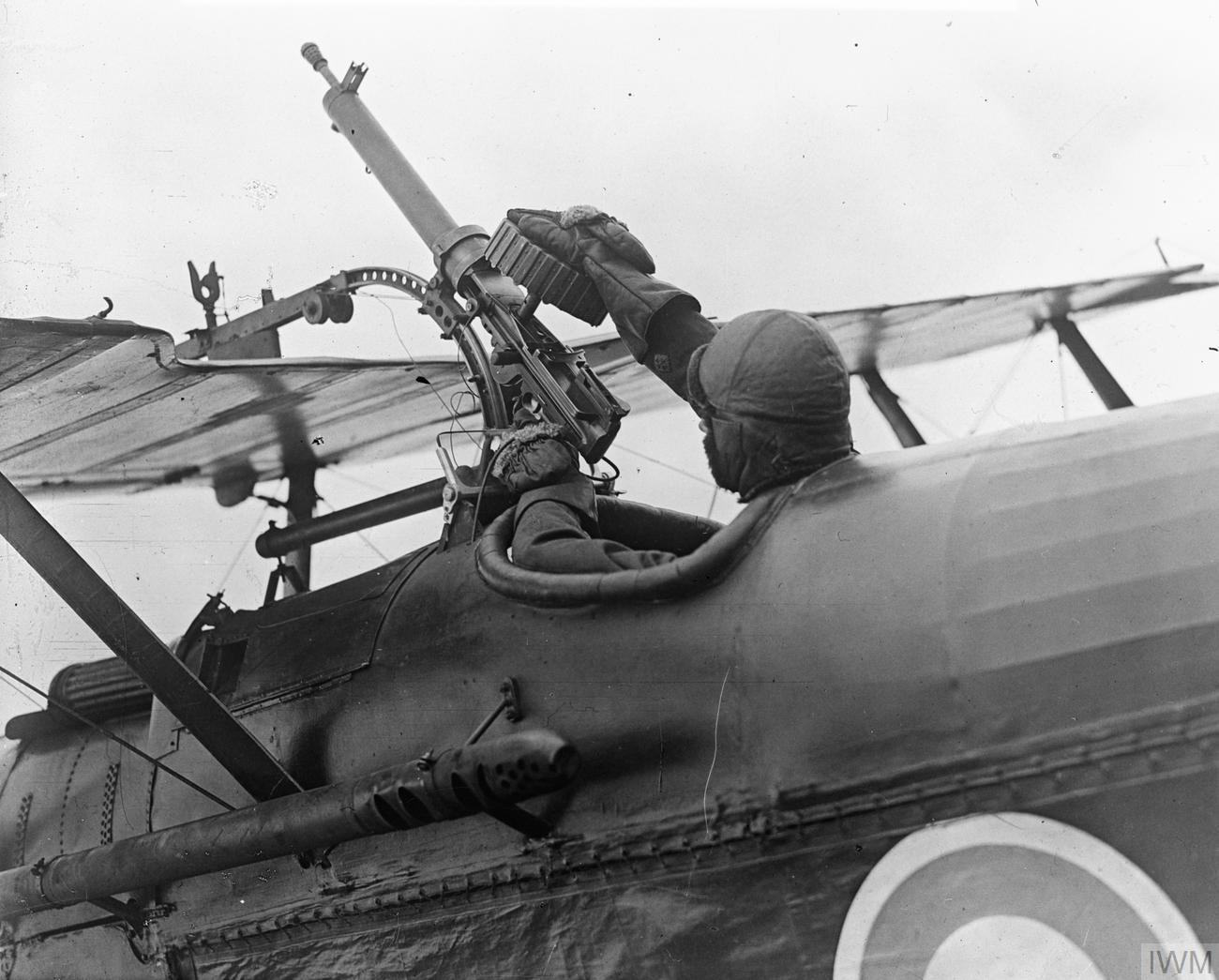
Royal Aircraft Factory S.E.5 mit MK II auf Foster-Lafette

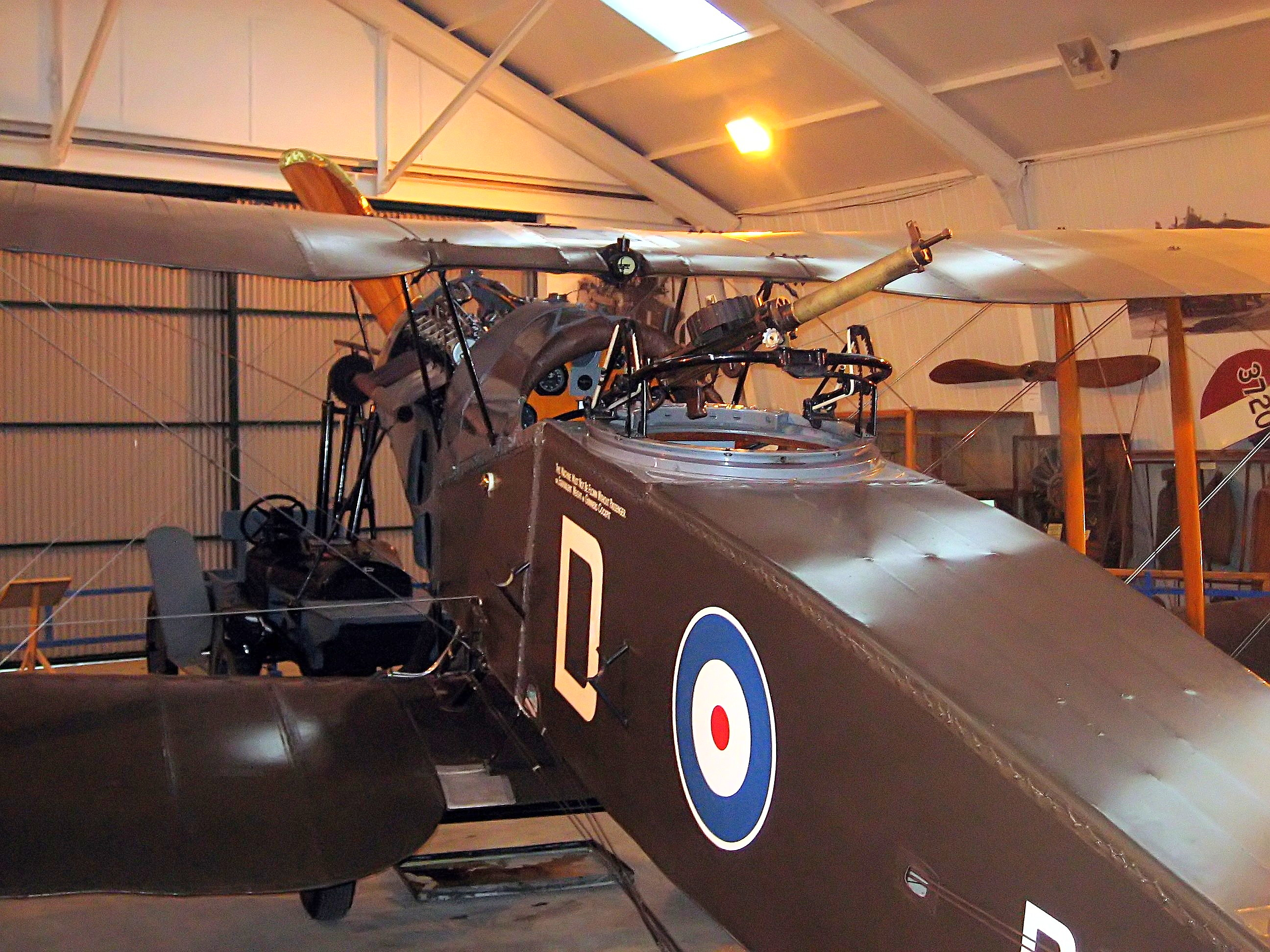
Bristol F.2 mit MK II auf Drehring-Lafette

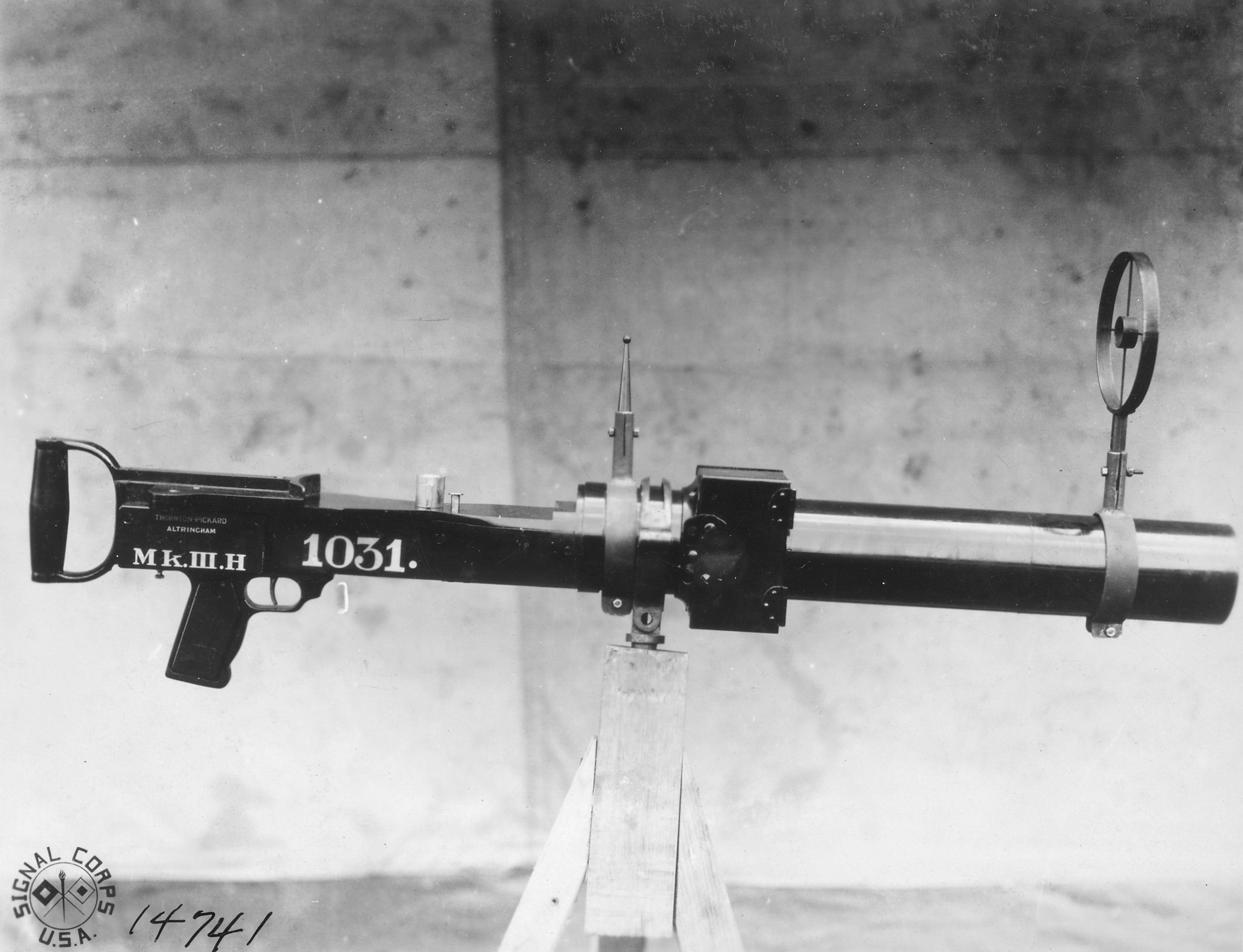
Schießkamera

Auch wenn die Briten schon zehn Monate vor dem Kriegsausbruch erfolgreiche Tests mit Lewis-Maschinengewehren als Flugzeugbewaffnung gemacht hatten, wurden lediglich zwei Seeflugzeuge des Royal Naval Air Service damit versuchsweise ausgerüstet. Alle Flugzeuge des Royal Flying Corps auf dem europäischen Festland waren zunächst unbewaffnet; ihr Einsatzzweck war allein die Aufklärung. Begegnungen mit Flugzeugen der gegnerischen Parteien nahmen aber zu und die Piloten begannen, sich mit Handfeuerwaffen zu bewaffnen.
Am 22. August 1914 griffen die britischen Piloten Louis Strange und Penn Gaskell, mit einem Lewis-Maschinengewehr bewaffnet, ein deutsches Flugzeug an, was den ersten Luftkampf mit einem Maschinengewehr darstellte. Die Waffe wurde von den britischen Piloten experimentell an ihrem Flugzeug angebracht. Das britische Oberkommando verbot daraufhin die Nutzung von Maschinengewehren in Flugzeugen. Die Besatzungen sollten sich auf die Aufklärung konzentrieren, statt gegnerische Flugzeuge zu jagen. Möglicherweise hatte das britische Oberkommando auch Bedenken vor einer Eskalation des Luftkrieges und den damit verbundenen unvorhersehbaren Konsequenzen. Doch die Entwicklung ließ sich nicht mehr aufhalten und innerhalb weniger Wochen schossen britische Piloten mit Handwaffen einige deutsche Flugzeuge ab. Auch das Verbot der Maschinengewehre hielt nicht lange. Bereits Ende September 1914 kamen in Frankreich britische Flugzeuge mit fabrikmäßig installierten Lewis-Maschinengewehren an. Von Beginn an wurde das Lewis-Maschinengewehr als eine geeignete Flugzeugbewaffnung angesehen. Probleme mit Verschmutzung durch Fremdkörper, wie sie im Bodeneinsatz immer wieder vorkamen, gab es im Flugzeug nicht. Ab Juli 1916 wurde das größere 96-schüssige Magazin eingeführt und die Schulterstütze durch Spatengriffe ersetzt.
Bei Flugzeugen mit der aerodynamisch günstigeren Tractor-Konfiguration bestand das Problem, dass der Propellerkreis im Weg war und das Flugzeug nicht nach vorne feuern konnte. Für eine kurze Zeit wurden daher Druckpropellerflugzeuge, wie die Vickers F.B.5, als Jagdflugzeuge bevorzugt. Da sich diese jedoch nicht durchsetzen konnten, ging man bei Jagdflugzeugen dazu über, das Lewis-Maschinengewehr so zu befestigen, dass es außerhalb des Propellerkreises feuerte. Der Pilot betätigte den Abzug aus dem Cockpit über einen Bowdenzug. Die Montierung erlaubte in der Regel ein Zurückfahren der Waffe, um das Magazin zu wechseln. Der Pilot brauchte dafür aber beide Hände, musste das Steuer loslassen und es mit den Knien festhalten, was in einem Kampf eine gefährliche Situation darstellte.
Bezeichnend für das Risiko ist ein Erlebnis des britischen Piloten Louis Strange. Als dieser das Magazin seines Lewis-MGs, welches auf der Tragfläche einer Martinsyde S.1 montiert war, wechseln wollte, verlor er die Kontrolle über das Steuer. Das Flugzeug veränderte daraufhin die Fluglage und Strange wurde aus dem Cockpit herausgeschleudert, konnte sich aber an dem Magazin festhalten. Es gelang ihm schließlich, wieder in das Cockpit zu klettern.
Bei manchen Lafetten, so der Foster-Lafette, konnte in der zurückgefahrenen Position der Pilot mit einer Hand frei zielen. Dieses ermöglichte die Taktik des Anschleichens im toten Winkel an ein gegnerisches Flugzeug, um es von unten anzugreifen.
Das Lewis-MG eignete sich nicht für ein Unterbrechergetriebe, um synchronisiert durch den Propellerkreis zu feuern. Das Lewis-Maschinengewehr war eine zuschießende Waffe; bei Waffen dieser Art befindet sich der Verschluss vor der Betätigung des Abzuges in seiner hinteren, offenen Stellung. Erst beim Betätigen des Abzugs wird der Verschluss geschlossen. Dieses Prinzip verursachte eine zu große Verzögerung und machte die Waffe für die Synchronisation mit dem Propeller unbrauchbar. Für diese Art Flugzeugbewaffnung eignete sich das spätere luftgekühlte Vickers-MG deutlich besser.
Häufig verwendet wurde das Lewis-Maschinengewehr auf Drehringlafetten, diese waren in der Regel als nach hinten ausgerichtete Verteidigungswaffe montiert. Da die Munitionszuführung aus dem Tellermagazin erfolgte, konnte sich kein Munitionsgurt beim seitlichen Schwenken verheddern.
Eine kurzlebige Idee waren hingegen nach unten montierte Lewis-Maschinengewehre auf Jagdflugzeugen wie der Sopwith Camel. Damit sollten feindliche Schützengräben angegriffen werden. Die fehlende Nachlademöglichkeit beschränkte den Einsatz. Auch musste der Pilot das Flugzeug in der Angriffsphase gerade in der gleichen Höhe fliegen, was es zu einem leichten Ziel für die Flugabwehr machte.
Die Ausbildung von Bordschützen stellte eine neue Herausforderung dar. Sowohl das eigene Flugzeug wie das Zielflugzeug bewegten sich schnell in drei Dimensionen, was sich am Boden nur schwerlich simulieren ließ. Deswegen wurden dem Lewis-MG ähnliche Schießkameras entwickelt und in Scheingefechten in der Luft verwendet. Am Boden wurde dann der Film entwickelt, um zu erkennen, was der Bordschütze getroffen hätte.

#### Sonstige Nutzungsarten

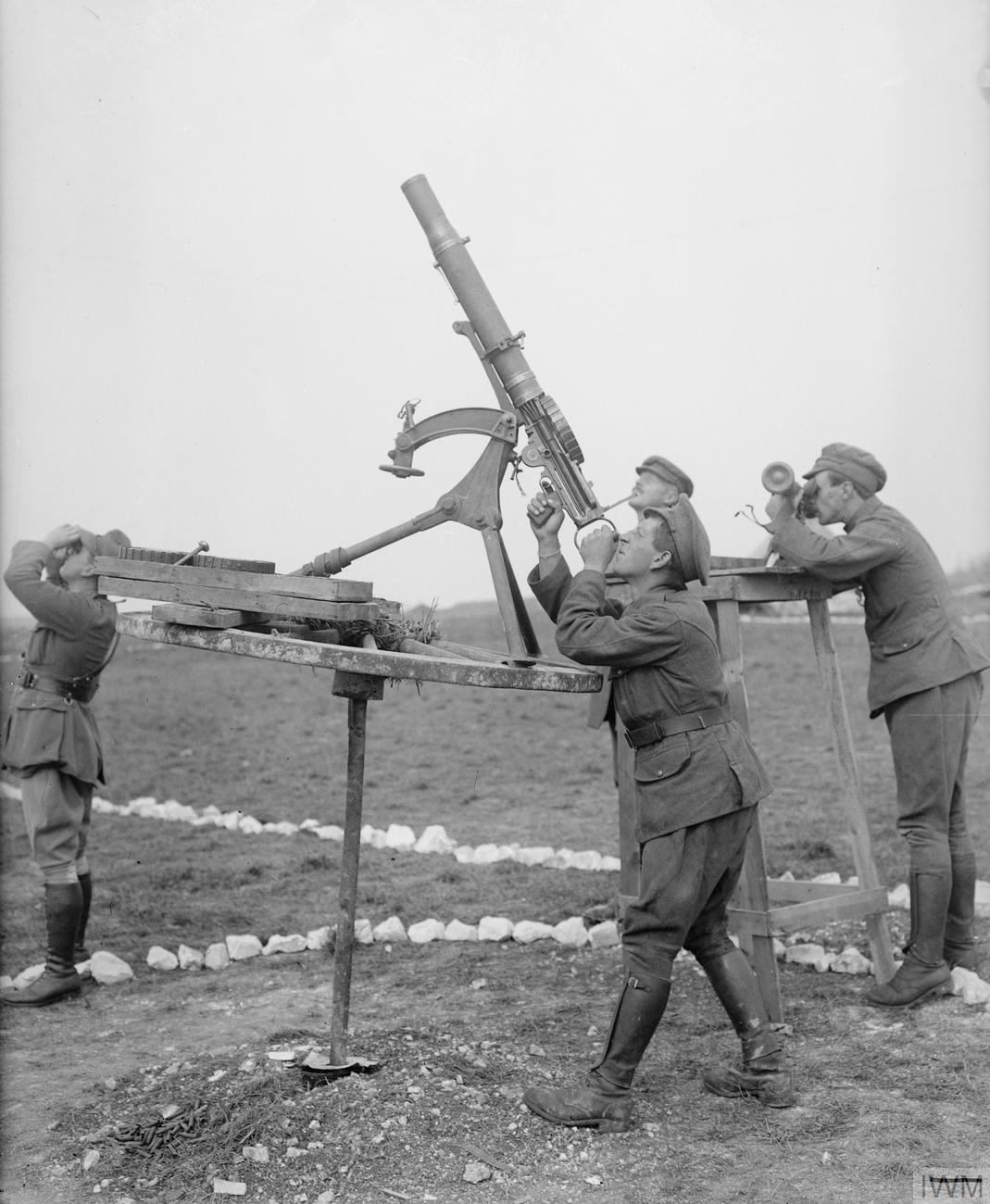
Lewis-MG zur Flugabwehr auf improvisierter Lafette

Als im späteren Kriegsverlauf Flugzeuge vermehrt Bomben- und Bodenangriffe flogen, wuchs die Bedeutung der Flugabwehr. Lewis-MGs für Luftabwehr wurden mit speziellen Luftabwehrvisieren ausgestattet und auf verschiedene Lafettenarten montiert. Vielfach wurde eine Wagenachse hochkant mit dem unteren Rad eingegraben, während auf dem oberen Rad das MG montiert wurde. So konnte das MG um 360 Grad gedreht werden. Später wurden auch spezielle Luftabwehrlafetten produziert.
Auch die Royal Navy und die US Navy setzten das Lewis-MG auf verschiedenen Schiffsklassen, vom bewaffneten Trawler bis zum Schlachtschiff, ein. Um die Trefferwahrscheinlichkeit zu steigern, wurde oft eine Mehrfachlafette (Zwilling, Drilling, Vierling) verwendet. Der Primärzweck war die Luftabwehr, aber es konnten auch gegnerische Enterkommandos und Schnellboote bekämpft werden.
Gelegentlich wurde das Lewis-Maschinengewehr auf Panzerwagen verwendet, üblicher war aber das Vickers-MG. Bei den damals neuartigen Panzern, dem Mark II, Mark III und Mark IV war das Lewis das Standard-Maschinengewehr. Der erste Schützenpanzer der Welt, der britische Mark V*, wurde genutzt, um einen mit Lewis-Maschinengewehren bewaffneten Trupp zu transportieren.

#### Weitere Nutzer

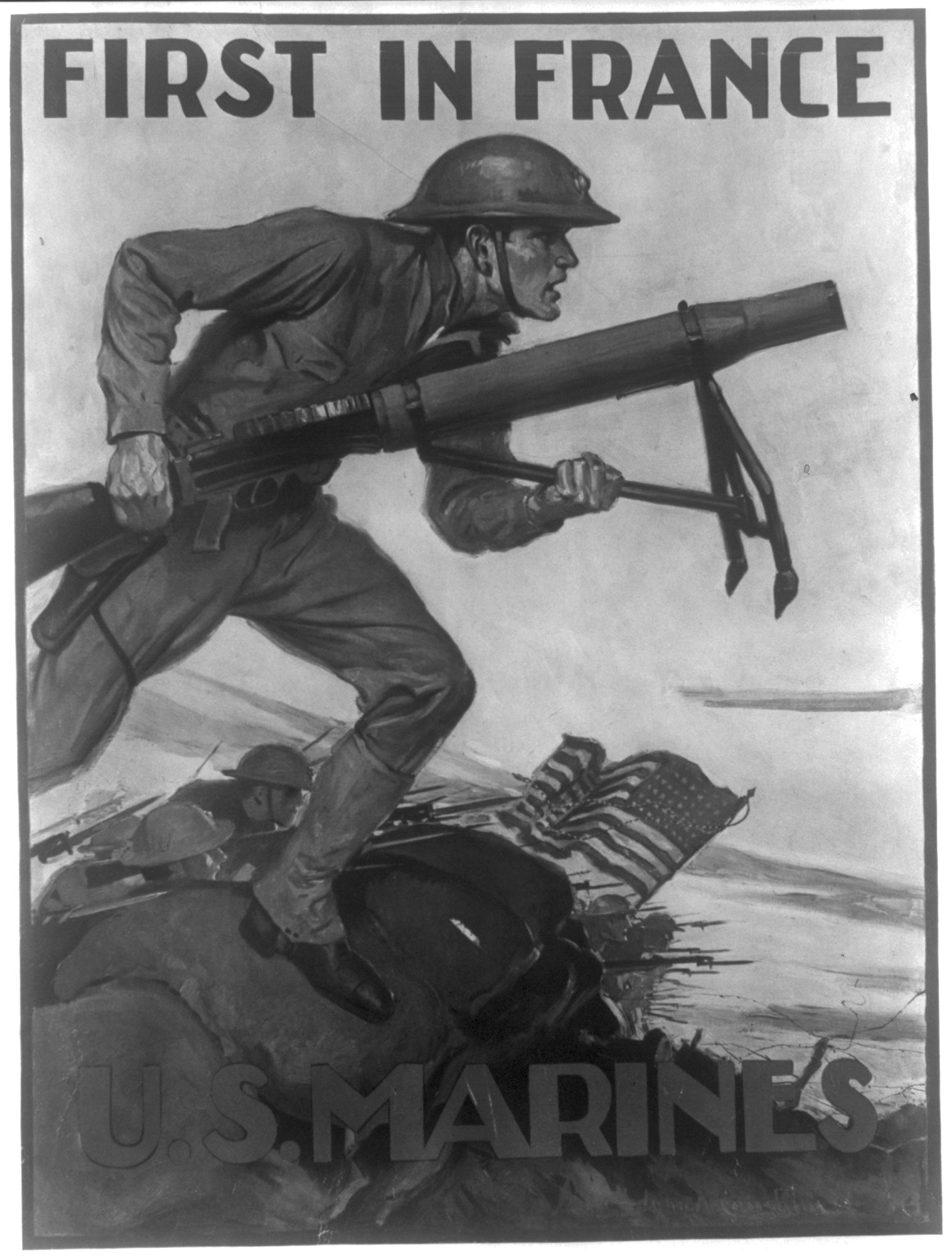
Propagandaplakat der US Marines: Lewis-MG mit schwerem Zweibein

Isaac Newton Lewis bot seine Waffe schon vor dem Krieg der United States Army an, aber das Ordnance Department lehnte mehrfach ab. Diese Entscheidung wurde auch in der Öffentlichkeit kontrovers diskutiert. Parallel zum Ersten Weltkrieg führten die USA die Mexikanische Expedition (1916–1917) durch. Da der Mangel an Maschinengewehren offensichtlich war, bestellte die United States Army 350 Lewis-Maschinengewehre bei Savage Arms und nutzte diese in Mexiko. Da die US Navy bei eigenen Tests gute Erfahrungen gemacht hatte, bestellte die US Army im Jahre 1917 weitere Lewis-Maschinengewehre. Die US Army hatte vor, mit diesen Waffen die Zeit bis zur Verfügbarkeit des neu entwickelten Browning Automatic Rifle (BAR) zu überbrücken. Als die Vereinigten Staaten jedoch im April 1917 in den Ersten Weltkrieg eintraten, verfügte die US Army über viel zu wenige leichte Maschinengewehre. Die US Army konnte keine größeren Mengen Lewis-Maschinengewehre kaufen, da der Hersteller Savage Arms hauptsächlich an das Vereinigte Königreich lieferte, und die Produktion der BAR stand gerade am Anfang. Deshalb beschloss die US Army, das französische Chauchat zu erwerben, welches zwar schlechter als das Lewis-Maschinengewehr war, aber dafür in ausreichenden Mengen zur Verfügung stand. Diese Entscheidung betraf auch die Soldaten des United States Marine Corps, welches eigentlich unter dem Oberkommando der Navy stand. Das Marine Corps hatte das Lewis-Maschinengewehr bereits vor dem Kriegseintritt erhalten, musste es aber wegen der Vereinheitlichung der Bewaffnung mit der US Army abgeben. Das Lewis-Maschinengewehr wurde hingegen als Flugzeugbewaffnung der Aviation Section, U.S. Signal Corps verwendet.

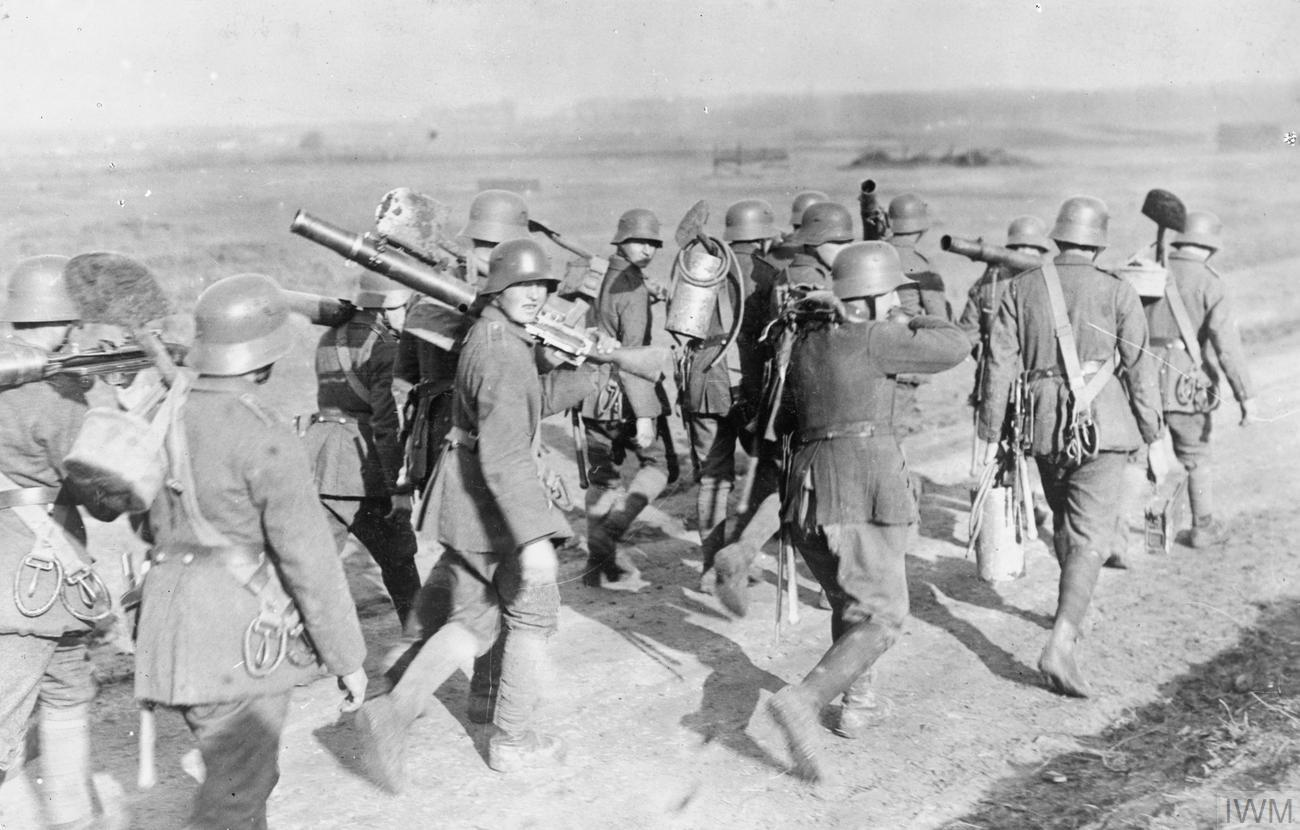
Deutsche Truppen mit erbeuteten Lewis-MGs

Russland interessierte sich schon vor dem Ausbruch des Krieges für das Lewis-Maschinengewehr. Ab Mitte 1916 wurden die Russen vom Vereinigten Königreich mit einigen Lewis-Maschinengewehren als Flugzeugbewaffnung beliefert. Im Januar 1917 platzierte die russische Regierung eine große Bestellung von über 10.000 Stück, ein kleinerer Teil davon im russischen Kaliber 7,62 × 54 mm R. Bevor alle Waffen geliefert wurden, brach im November 1917 der Russische Bürgerkrieg aus und das Vereinigte Königreich stoppte die Lieferungen.
Die deutsche Armee stattete ihre Einheiten mit erbeuteten Lewis-Maschinengewehren aus. Ungefähr 10.000 Stück wurden auf die deutsche Patrone 7,92 × 57 mm umgestellt. Die Bedienung des Lewis-Maschinengewehrs wurde in die Ausbildung der MG-Schützen integriert. Die Waffe wurde auch als Flugzeugbewaffnung verwendet. Trotz des Aufwands für die Umstellung der Beutewaffen ist es unklar, warum die Deutschen nicht das Design kopiert haben. Stattdessen entwickelten sie mit dem MG 08/15 eine leichtere Version des schweren MG 08. Mit über 20 kg wog das MG 08/15 trotzdem das Zweifache des Lewis-Maschinengewehrs.

### Zweiter Weltkrieg

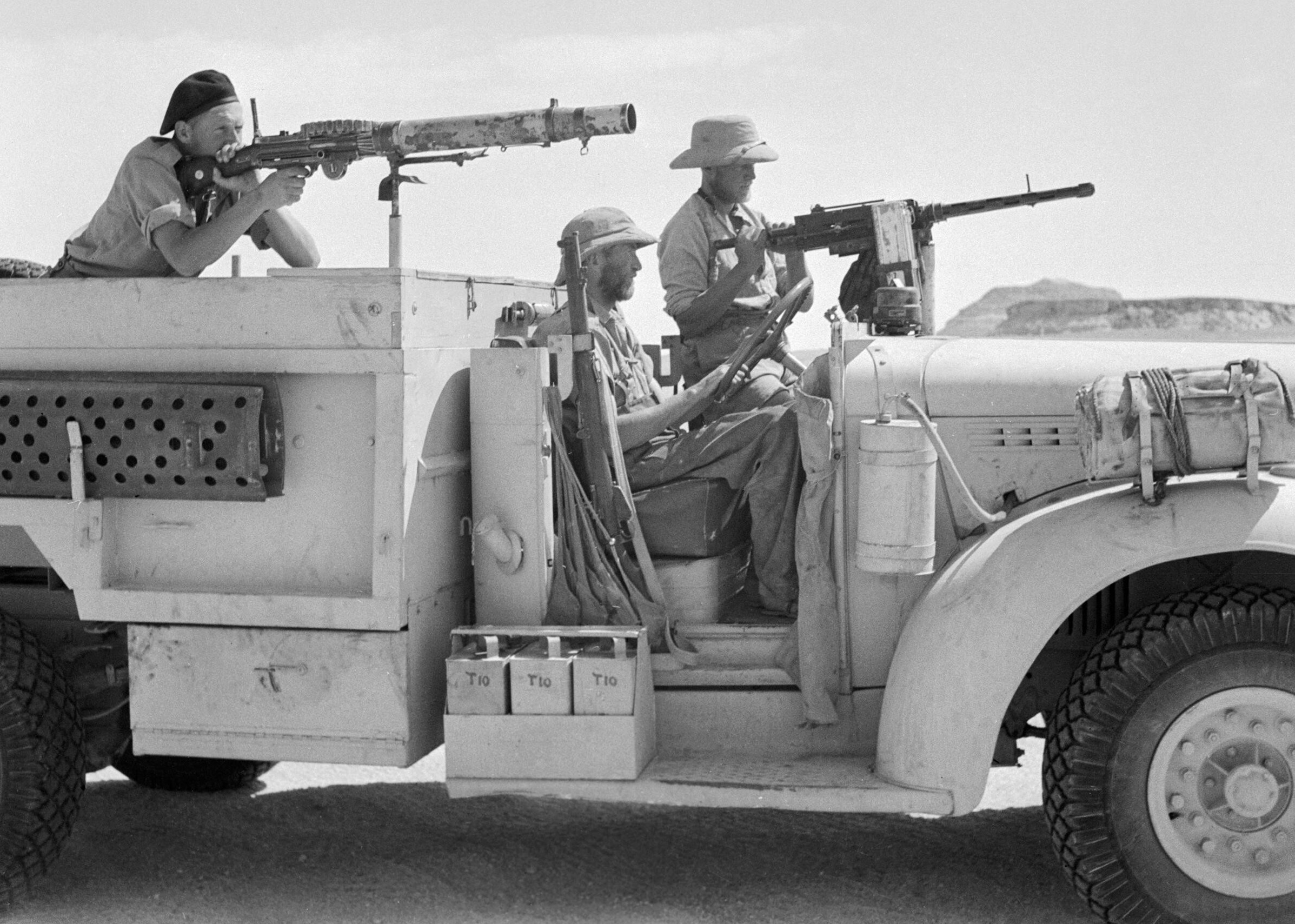
Fahrzeug der Long Range Desert Group in Nordafrika mit Lewis-MG (hinten im Fahrzeug) und Browning M1919 (vorn)

Im Vereinigten Königreich wurde das Lewis-Maschinengewehr in den späten 1930er-Jahren durch das Bren-Maschinengewehr ersetzt, verblieb aber bei Reserveeinheiten und bei Einheiten außerhalb des Mutterlandes, vor allem im Mittleren Osten. Nach dem Ausbruch des Krieges wurde es vielfach an den Fahrzeugen der Long Range Desert Group in Nordafrika verwendet. Als das britische Kontingent in Frankreich, die British Expeditionary Force, aufgrund des deutschen Westfeldzugs in der Schlacht von Dünkirchen evakuiert werden musste, verloren die Briten einen großen Teil der modernen Ausrüstung inklusive der Brens. Während die Briten unter Hochdruck die Produktion des Bren-Maschinengewehrs vereinfachten und forcierten, füllten die Lewis-Maschinengewehre die Lücke, da eine deutsche Invasion (Unternehmen Seelöwe) befürchtet wurde. 46.000 Lewis-Maschinengewehr im US-amerikanischen Kaliber .30-06 wurden zusätzlich von den USA bezogen. Vor allem die britische Home Guard erhielt diese Lewis-Maschinengewehre. Viele davon waren alte Flugzeugwaffen, die erst für den Bodeneinsatz umgerüstet werden mussten.
Auf britischen, amerikanischen und japanischen Flugzeugen wurde das Lewis-Maschinengewehr als Abwehrbewaffnung bis in die frühen 1940er-Jahre verwendet. Es wurde von Waffen mit höherer Kadenz verdrängt.
Als Luftabwehrmaschinengewehr auf Schiffen wurde das Lewis-Maschinengewehr im Zweiten Weltkrieg von der effektiveren 20-mm-Oerlikon-Kanone verdrängt, blieb aber auf bewaffneten Frachtern und kleinen Kriegsschiffen noch bis zum Ende des Krieges im Einsatz.
Die US-Marineeinheiten waren zu Beginn des Kriegseintritts mit Lewis-Maschinengewehren ausgestattet und nutzten sie vor allem in der Schlacht um die Philippinen. Wegen großer Materialverluste und des Zwangs, mit der US Army zu vereinheitlichen, führte das Marine Corps das BAR ein. Die US Navy und United States Coast Guard nutzte das Lewis-Maschinengewehr auf Schiffen zur Luftabwehr bis zum Kriegsende.
Im Westfeldzug erbeutete die deutsche Wehrmacht größere Mengen niederländischer und britischer Lewis-Maschinengewehre. Sie wurden als le MG 100 (h) und l MG 137 (e) an Reservetruppen ausgegeben.

### Sonstige Konflikte

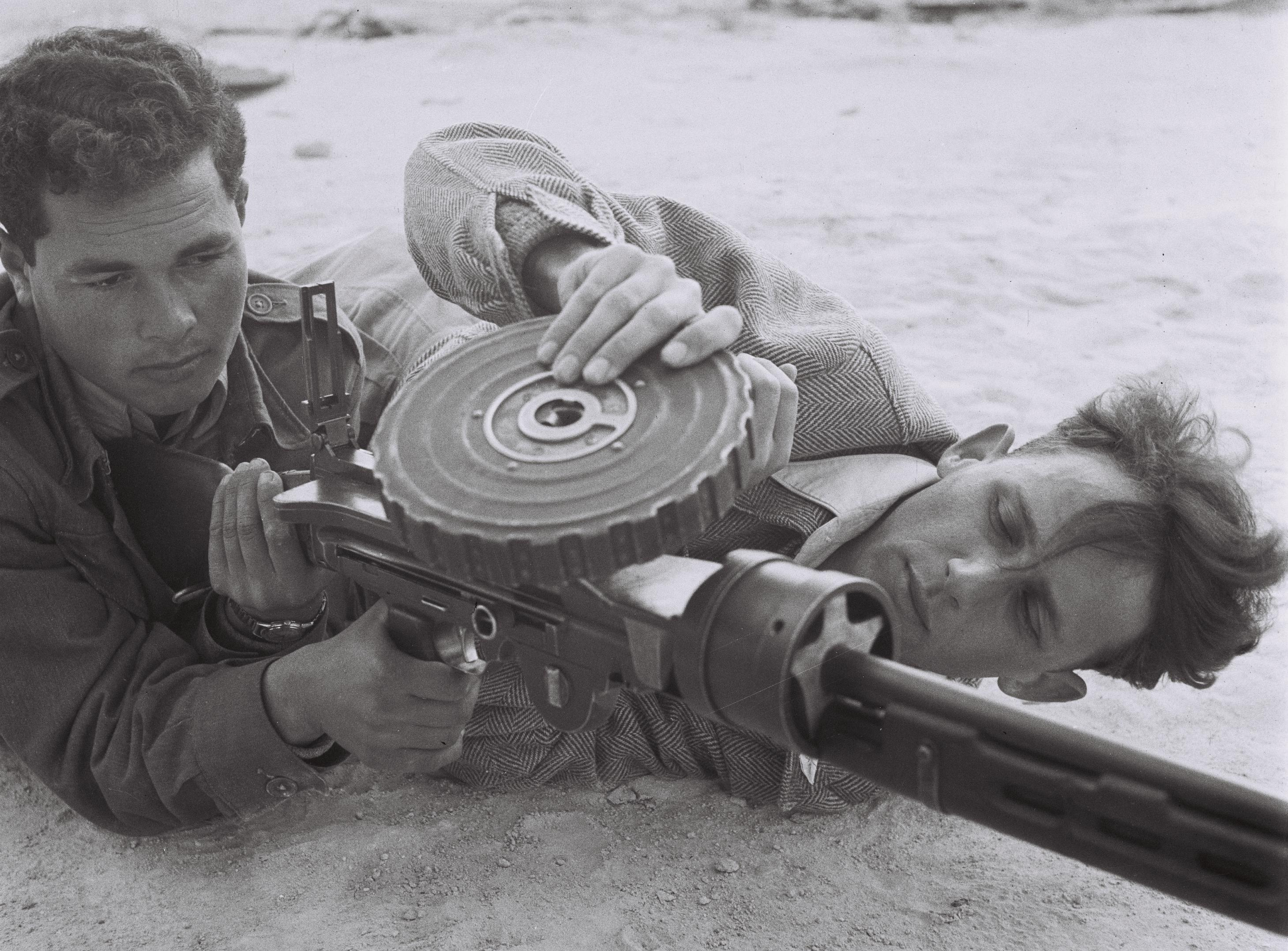
Mitglieder der Hagana trainieren mit dem Lewis-MG, Tel Aviv 1948

Die USA verwendeten das Lewis-Maschinengewehr noch vor dem Kriegseintritt der USA in den Ersten Weltkrieg, in der Mexikanischen Expedition im Jahre 1917. Die US-Marines nutzten das Maschinengewehr in den sogenannten Bananenkriegen (1920–1930) weiter. Auf beiden Seiten eingesetzt wurde es im Russischen Bürgerkrieg (1918–1920), im Polnisch-Sowjetischen Krieg (1919–1921), im Irischen Bürgerkrieg (1922–1923) sowie im Palästinakrieg (1947–1949).

### Einsatz in regulären Streitkräften
Das Lewis-Maschinengewehr wurde von folgenden regulären Streitkräften beschafft: Belgien, British Commonwealth (Vereinigtes Königreich, Kanada, Neuseeland, Australien), Frankreich, Honduras, Italien, Japan, Nicaragua, Niederlande, Norwegen, Portugal, Russland, Vereinigte Staaten.

## Kulturelle Rezeption

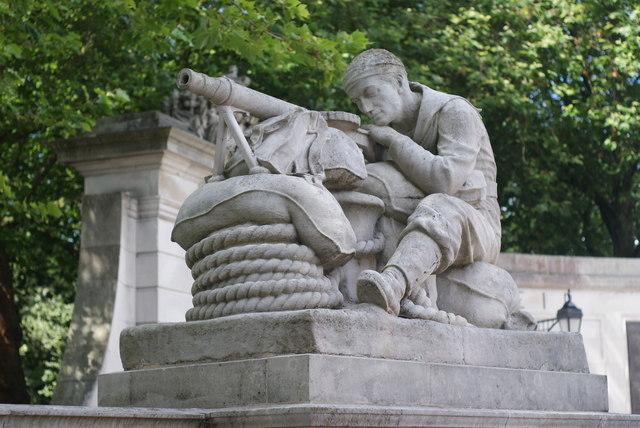
War Memorial, Portsmouth

Als eine markante Waffe des Ersten Weltkrieges wird das Lewis-Maschinengewehr auf verschiedenen Denkmälern, beispielsweise dem War Memorial in Portsmouth oder dem Anzac Memorial in Sydney dargestellt. Die Waffe kommt naturgemäß in Kriegsfilmen zum Ersten Weltkrieg vor, auch wenn Filmemacher die Darstellung der schweren, stationären MGs für den Stellungskrieg bevorzugen.
Das Lewis-Maschinengewehr wird auch in anderen historischen Szenarien gezeigt, so in Die gefürchteten Vier während der mexikanischen Revolution, in Weiße Sonne der Wüste kurz nach dem russischen Bürgerkrieg, in Kanonenboot am Yangtse-Kiang 1926 während des Chinesischen Bürgerkriegs, in Michael Collins während des Irischen Unabhängigkeitskriegs, in Wem die Stunde schlägt während des Spanischen Bürgerkriegs oder in Fahrkarte nach Marseille bzw. Dad’s Army während des Zweiten Weltkriegs.
In dem Science-Fiction-Film Krieg der Sterne dient das Lewis-Maschinengewehr (ohne Magazin) als Basis des fiktiven „Sandtrooper Blasters“.